# Сільське господарство

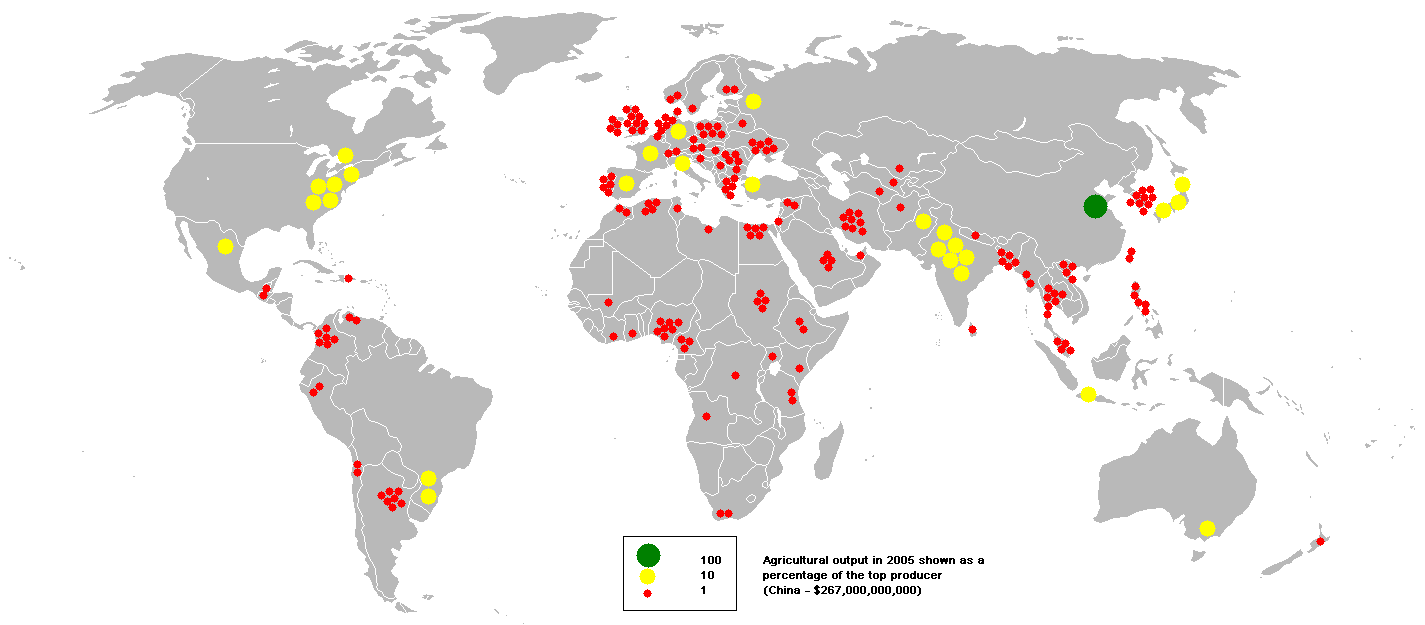
Мапа показує випуск с.-г. продукції 2005 року кожної окремо взятої країни у відсотках порівняно з найбільшим виробником — Китаєм.

Сільське́ господа́рство (с.-г.) або аграрне виробництво — галузь економіки, що призначена задля забезпечення населення продовольством і отримання сировини для промисловості. Галузь сільського господарства представлена майже у всіх країнах. У світовому сільському господарстві зайнято близько 1,1 млрд економічно активного населення.
Сільське господарство — це наука, мистецтво та практика вирощування сільськогосподарських культур і розведення свійських тварин для отримання їжі, палива, волокна та інших продуктів. Сільськогосподарські культури потрібні людині для харчування, годівлі тварин і одержання волокна (бавовни і сизалю). Тварин вирощують заради вовни, молока, м'яса та органічних відходів (як палива).
Сільське господарство розрізняється розмірами — від маленьких підсобних господарств і ферм до великих сільськогосподарських артілей і колективних господарств.

## Короткий опис
Сільське господарство — це одна з найдавніших і найважливіших видів діяльності людини, яка сягає ранніх людських цивілізацій. Сільське господарство зіграло вирішальну роль у формуванні людських суспільств і культур, забезпечуючи засоби для існування, паливо та сировину для широкого спектру людської діяльності. У наш час сільське господарство стає все більш складним і технологічно керованим підприємством, з інноваціями та досягненнями в генетиці, біотехнології, агрономії, штучному інтелекті й робототехніці, та інших галузях. Сільське господарство має життєво важливе значення для добробуту людей, забезпечуючи їжу та інші продукти, які підтримують економічний розвиток, екологічну стійкість і соціальну рівність.
Сільське господарство зародилося в Середній Азії та Єгипті як мінімум 10 тис. років тому. Сільськогосподарські громади стали основою суспільного устрою в Китаї, Індії, Європі, Мексиці й Перу, а потім поширилися по всьому світі. Найдавніші практики землеробства були зосереджені навколо одомашнення диких рослин і тварин, що дозволило людям осісти в одному місці та створити більш складні суспільства. Першими культивованими культурами були пшениця, ячмінь, горох, сочевиця та квасоля, а першими одомашненими тваринами були вівці, кози та свині.
Перебудова сільського господарства на наукову основу відбулася в Європі в 18 столітті у відповідь на значне зростання населення. Механізація створила передумови для значного прогресу у сільському господарстві в Європі і США в 19 столітті. Після Другої світової війни стався «бум» використання хімічних препаратів: гербіцидів, інсектицидів, фунгіцидів та добрив. Однак у суспільстві виникла протидія застосуванню деяких видів препаратів, оскільки вони забруднювали і руйнували довкілля. Це стимулювало розвиток альтернативних методів, наприклад, сільське господарство без застосування хімікатів.

## Історія сільського господарства
Антропологічні та археологічні свідчення з різних місць Південно-Західної Азії та Північної Африки вказують на використання диких зерен близько 20 тисяч років тому.
Виникнення сільського господарства пов'язане з неолітичною революцією, що є переходом від господарства Золотої доби до такого, що веде землеробство. Це привело до створення культурних рослин і одомашнення тварин (корів). М. І. Вавілов виділив 8 центрів походження культурних рослин, а його учні і послідовники 4 центри одомашнення тварин. Рослини і тварини, що з'явилися в цих центрах, розповсюдилися потім на велику частину земної суші.
Сільське господарство з прирученням тварин та вирощуванням рослин виникло близько 10 000 років тому. Сільське господарство зазнало значних змін з часів раннього землеробства. У Передньої Азії, Єгипті, Індії розпочалося перше планомірне вирощування і збирання рослин, які раніше збиралися в дикому вигляді.

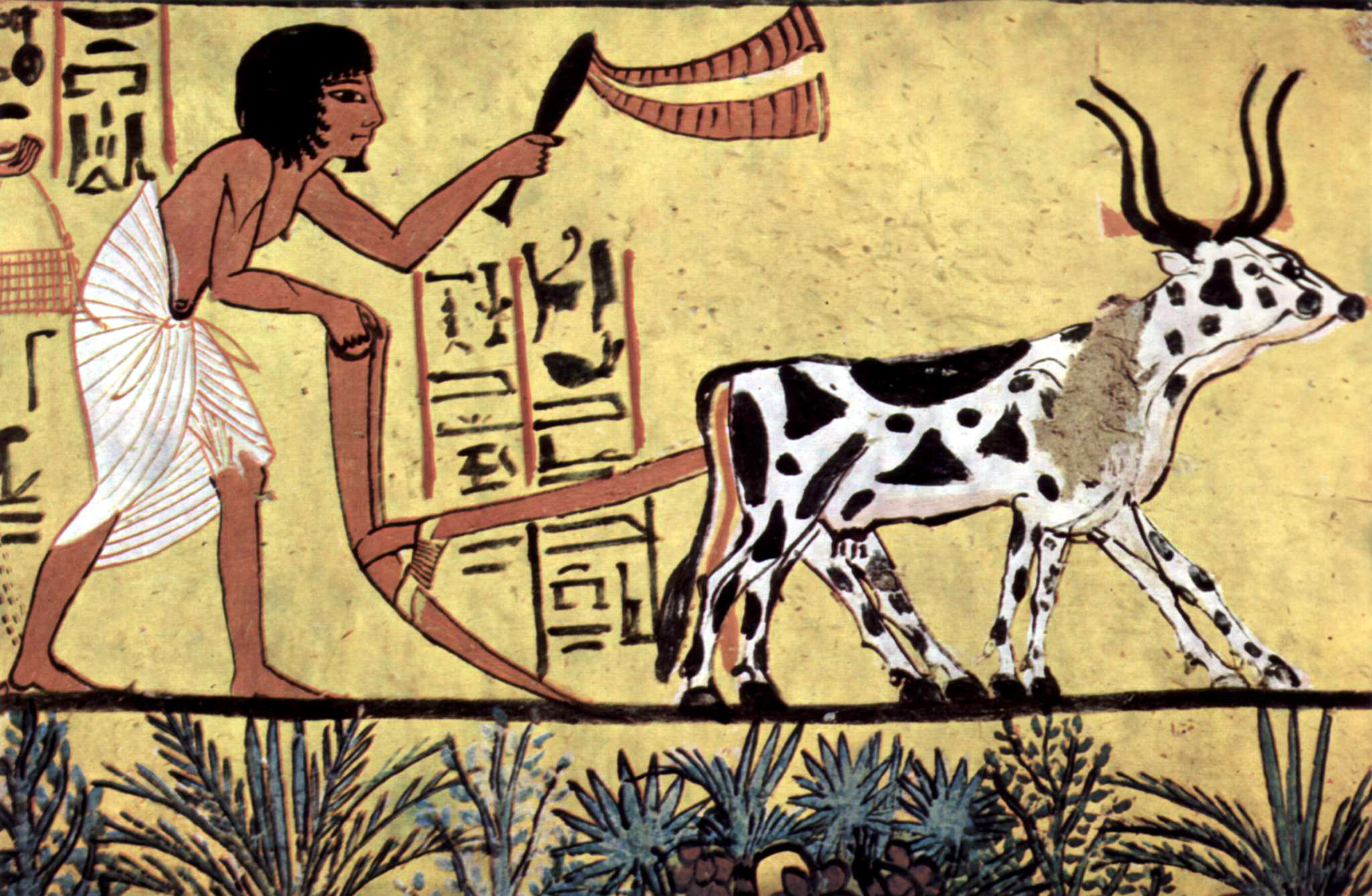
Давній Єгипет. 1200 р. до н. е.

Незалежний розвиток сільського господарства відбувався в Північному й Південному Китаї, в Африці (Сахель), Новій Гвінеї, частині Індії та декількох регіонах Америки. Сільськогосподарські практики, такі, як зрошення, сівозміна, вживання добрив та пестицидів були розроблені досить давно, але їхнє масове й ефективне використання почалося лише з XX століття.
У Китаї, рис та просо були одомашнені близько 8000 р. до н. е., з подальшим одомашненням бобових та соєвих. В регіоні Сахель рис та сорго були місцевого походження, до 5000 р. до н. е. місцеві культури були одомашнені самостійно в Західній Африці й, можливо, в Ефіопії, а також в Новій Гвінеї. Докази присутності пшениці та деяких бобових у 6-му тисячолітті до н. е. були знайдені в долині Інда. Апельсини почали культивувати в ті ж тисячоліття. Із сільськогосподарських культур, що їх вирощували в долині близько 4000 р. до н. е. були, переважно, пшениця, горох, насіння кунжут, ячмінь, дати та манго. До 3500 р. до н. е. технології вирощування бавовни й виготовлення з неї текстилю були досить просунутими в долині. До 3000 р. до н. е. почалося вирощування рису. Тростинний цукор також почали вирощувати в той же час. До 2500 р. до н. е., рис став важливим продуктом харчування в Мохенджо-Даро поряд з Аравійським морем. У індійців були великі міста з добре оснащеним зерносховищами. У трьох регіонах Америки самостійно одомашнювали кукурудзу, кабачки, картоплю та соняшники.

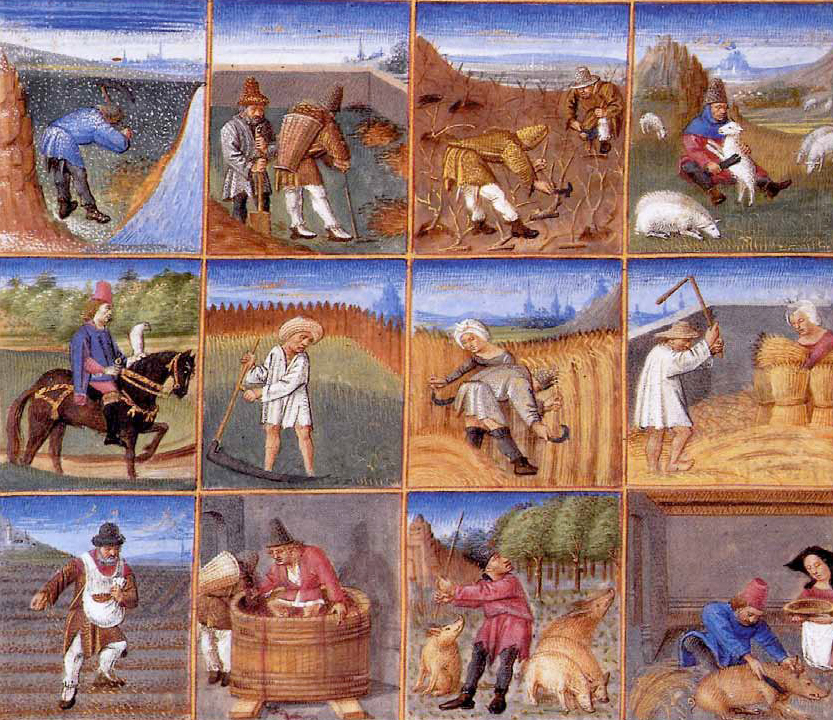
Сільськогосподарський календар з рукопису Петруса Кресценція

Якщо під сільським господарством розуміти масштабний інтенсивний обробіток землі, монокультури, організоване зрошення та використання спеціалізованої праці, то «винахідниками сільського господарства» можна назвати шумерів, які започаткували сільськогосподарську діяльність в районі Межиріччя близько 5500 року до нашої ери. Інтенсивне сільське господарство дозволяє набагато більшу щільність населення, ніж при використанні методів полювання й збиральництва, а також дає можливість для накопичення надлишкового продукту для міжсезоння, використання або продажу або обміну. Можливість фермерів, здатних прогодувати велику кількість людей, діяльність яких не має нічого спільного з сільським господарством, стало вирішальним фактором у появі постійних армій.
З 1492 році у світі відбувся великий обмін рослин і тварин, відомий як Колумбів обмін. Сільськогосподарські культури й тварини, які раніше були відомі тільки в Старому Світі, тепер потрапили в Новий Світ, і навпаки. Зокрема, помідор став фаворитом у європейської кухні. Кукурудза і картопля також стали відомі широкому загалу.
З швидким зростанням механізації наприкінці XIX і XX століття, трактори, а пізніше комбайни, дозволили проводити сільськогосподарські роботи з раніше неможливою швидкістю й у величезних масштабах.
Важливими тенденціями сільського господарства в XX столітті були такі:
Зелена революція — комплекс змін у сільському господарстві країн, що мали місце у 1940-х — 1970-х роках і призвели до значного збільшення світової сільськогосподарської продукції. Зелена революція включала активне виведення продуктивніших сортів рослин, розширення іригації, застосування добрив, пестицидів, сучасної техніки. Початок Зеленої революції було покладено 1943 року в Мексиці сільськогосподарською програмою мексиканського уряду та Фонду Рокфеллера. Найбільших успіхів у цій програмі досяг Норман Борлоуг, який вивів чимало високоефективних сортів пшениці, у тому числі з коротким стеблом, які виявилися стійкими до вилягання. До 1951—1956 Мексика повністю забезпечила себе зерном і почала його експорт, за 15 років урожайність зернових у країні зросла в 3 рази. Розробки Борлоуга були використані в селекційній роботі в Колумбії, Індії, Пакистані. 1970 року Борлоуг отримав Нобелівську премію миру.
Органічне сільське господарство — форма ведення сільського господарства, в рамках якої відбувається свідома мінімізація використання синтетичних добрив, пестицидів, регуляторів росту рослин, кормових добавок, генетично модифікованих організмів. Навпаки, для збільшення врожайності, забезпечення культурних рослин елементами мінерального живлення, боротьби з шкідниками та бур'янами, активніше застосовується ефект сівозміни, органічних добрив (гній, компости, пожнивні залишки, сидерати тощо), різних методів обробки ґрунту тощо. До 2007 року на Землі приблизно 30,5 млн га використовуються відповідно до принципів органічного сільського господарства.
На поточний момент науковці запропонували декілька гіпотез пояснення історичного розвитку сільського господарства:
- Теорія Оази;
- Теорія Бенкету;
- Демографічна теорія;
- Еволюційна гіпотеза;
- Гіпотеза одомашнення;

та інші.

## Роль сільського господарства в економіці

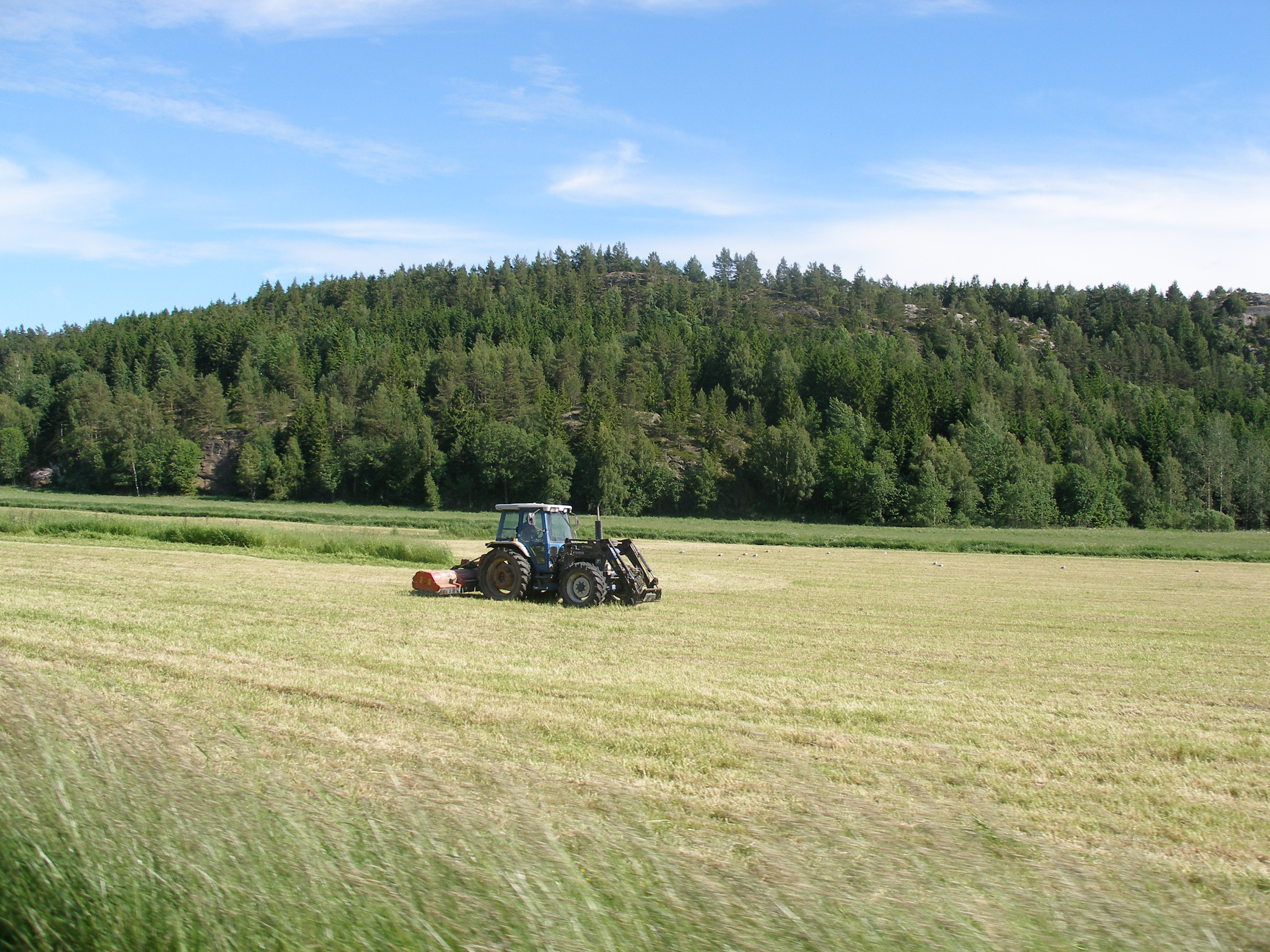
Обробка ріллі трактором (Швеція)

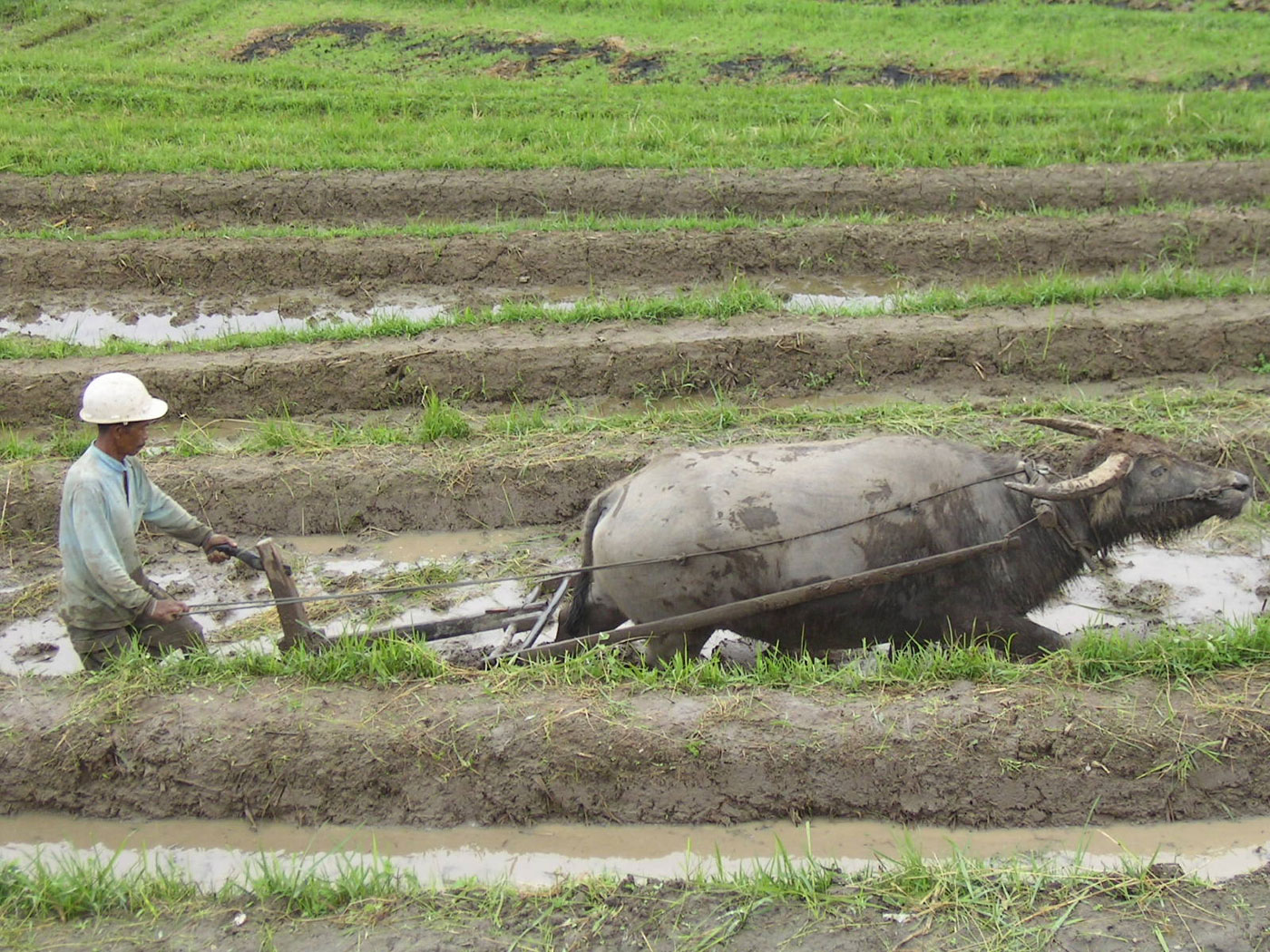
Обробка ріллі за допомогою худоби (Індонезія)

Роль сільського господарства в економіці країни або регіону показує її структуру і рівень розвитку. Як показник ролі сільського господарства в економіці застосовують частку зайнятого в сільському господарстві економічно активного населення, а також питому вагу сільського господарства в структурі ВВП. Ці показники достатньо високі в більшості країн що розвиваються, де в сільському господарстві зайнято більше половини економічно активного населення. Сільське господарство в таких країнах йде по екстенсивному шляху розвитку, тобто збільшення продукції досягається розширенням посівних площ, збільшенням поголів'я великої рогатої худоби, збільшення числа зайнятого населення у сільському господарстві. У таких країнах, економіки яких належать до типу аграрних, низькі показники механізації, хімізації, меліорації тощо.
Найвищого рівня досягло сільське господарство розвинених країн Європи і Північної Америки, що вступили в постіндустріальну стадію. У сільському господарстві там зайнято лише 2-6 % економічно активного населення. У цих країнах «зелена революція» відбулася ще в середині ХХ століття, сільське господарство цієї групи країн характеризується науково обґрунтованою організацією, підвищенням продуктивності, застосуванням нових технологій, систем сільськогосподарських машин, пестицидів і мінеральних добрив, використанням генної інженерії і біотехнології, робототехніки і електроніки, тобто розвивається по інтенсивному шляху.
Подібні прогресивні зміни відбуваються і в країнах, що належать до типу індустріальних, проте рівень інтенсифікації в них ще значно нижчий, а частка зайнятих в сільському господарстві вище, ніж в постіндустріальних.
При цьому в розвинених країнах спостерігається криза перевиробництва продовольства, а в аграрних навпаки, однією з найгостріших проблем є продовольча проблема (проблема недоїдання і голоду).

### Сільське господарство та землеволодіння як основа нагромадження та перерозподілу капіталу для промисловості
Для європейських аграрних відносин XIX століття визначальним було збереження великого землеволодіння. В Англії у 70-х роках XIX ст. 250-ти землевласникам належало більше половини всієї землі. У Франції в 1815 р. 0,6 % власників володіли 42,3 % землі. У Німеччині 18 тис. дворян володіли 60 % земельної площі.
У 1859 р. продукція американської промисловості перевищила вартість сільськогосподарського виробництва.

## Галузеві і регіональні особливості
Як галузь господарства сільське господарство має такі основні особливості:
1. Економічний процес відтворення переплітається з природним процесом зростання і розвитку живих організмів, що розвиваються на основі біологічних законів.
2. Циклічний (календарний) процес природного зростання і розвитку рослин і тварин зумовив сезонність сільськогосподарської праці та споживання, попиту.
3. На відміну від промисловості технологічний процес в сільському господарстві тісно пов'язаний з природою, де земля виступає в ролі головного засобу виробництва.

Фахівці відзначають, що 78 % земної поверхні мають серйозні природні недоліки для розвитку землеробства, 13 % площ відрізняються низькою продуктивністю, 6 % середньою і тільки 3 % високою.
Наразі обробляється близько 11 % всієї суші, ще 24 % використовується під пасовища. Особливості агроресурсної ситуації і спеціалізації сільського господарства значно відрізняється за регіонами. Виділяють кілька термічних поясів, кожен з яких характеризується своєрідним набором галузей рослинництва і тваринництва:
1. холодний пояс займає простори на півночі Євразії і Північної Америки. Розвиток землеробства тут обмежений недостатністю тепла і багаторічною мерзлотою. Рослинництво тут можливе тільки в умовах закритого ґрунту. На цих малопродуктивних пасовищах в основному розвивається оленярство.
2. прохолодний пояс охоплює території Євразії і Північної Америки, а також вузьку смугу на півдні Анд в Південній Америці. Незначні ресурси тепла накладають серйозні обмеження на набір культур, які тут можна вирощувати (скоростиглі культури — сірі хліби, овочі, деякі коренеплоди, рання картопля). Землеробство носить осередковий характер.
3. помірний пояс в південній півкулі представлений в Патагонії, на узбережжі Чилі, островах Тасманія і Нова Зеландія, а в північній займає майже всю Європу (окрім південних півостровів), південь Сибіру і Далекого Сходу, Монголію, Тибет, північний схід Китаю, південь Канади, північно-східні штати США. Це пояс масового землеробства. Ріллею зайняті практично всі придатні за рельєфом території, її питома площа доходить до 60-70 %. Тут можливий широкий набір вирощуваних культур: пшениця, ячмінь, жито, овес, льон, овочі, коренеплоди, кормові трави. У південній частині поясу домінує кукурудза, соняшник, рис, виноград, плодові дерева. Площа пасовищ обмежена, вони переважають у горах і аридних зонах, де розвинене відгінне тваринництво, зокрема, верблюдівництво.
4. теплий пояс відповідає субтропічному географічному поясу він охоплює всі материки, окрім Антарктиди, зокрема: Середземномор'я, велику частину території США, Мексики, Аргентини, Чилі, південь Африки і Австралії, південний Китай. Тут вирощують по два урожаї на рік: взимку — культури помірного поясу (зернові, овочі), влітку — тропічні однорічники (бавовник) або багаторічники (оливкове дерево, цитрусові, чай, волоський горіх, інжир тощо). Тут переважають низькопродуктивні, деградуючі від неконтрольованого випасу пасовища.
5. спекотний пояс охоплює простори Африки, Південної Америки, північну і центральну Австралію, Малайський архіпелаг, Аравійський півострів, Південну Азію. Вирощується кавове дерево, фінікова пальма, батат, маніок їстівний тощо. У субаридних зонах знаходяться величезні за площею пасовища з бідною рослинністю.

## Структура сільського господарства

Рослинництво в Україні

Сільське господарство входить до складу агропромислового комплексу і включає такі основні галузі:
1. Рослинництво. Галузь підрозділяється на підгалузі по вигляду вирощуваних рослин:
  - зернові культури (пшениця, ячмінь, жито, овес, рис, кукурудза, гречка, сорго тощо);
  - зернобобові культури (горох, квасоля, сочевиця, соєві боби тощо);
  - кормові культури (однорічні та багаторічні трави, силосні культури, кормові коренеплоди, кормові баштанні культури);
  - технічні культури: а) харчові культури (цукрова тростина, цукровий буряк, крохмаловмісні культури, лікарські рослини); б) текстильні культури (бавовник, льон, джут, коноплі); в) каучуконоси (гевея);
  - овоче-баштанні культури: а) картопля, б) листові культури (капуста, салат, шпинат, кріп, листова петрушка тощо); в) плодові культури (томат, огірок, гарбуз, кабачок, патисон, баклажан, перець); г) цибулинні культури (цибуля і часник)) коренеплоди (морква, столові буряк, пастернак, петрушка, селера, ріпа, редиска, редька тощо); е) баштанні культури (кавун, диня, гарбуз тощо);
  - цитрусові культури (апельсин, грейпфрут, мандарин, лимон, бергамот тощо);
  - бадьорливі та наркотичні культури (чай, кава, какао, тютюн), мак опійний;
  - олійні і ефіроолійні культури: а) олійні культури (соняшник, рицина, гірчиця, ріпак, кунжут, рижій, коноплі, льон, кокосова пальма, олійна пальма, оливкове дерево); б) ефіроолійні культури (коріандр, аніс, кмин тощо);
  - виноградарство;
  - садівництво;
  - грибництво.
2. Тваринництво
  - скотарство (вирощування великої рогатої худоби);
  - вівчарство;
  - козівництво;
  - конярство;
  - бджільництво;
  - джмільництво;
  - звірівництво;
  - марикультура;
  - оленярство;
  - птахівництво;
  - верблюдівництво;
  - шовківництво;
  - свинарство;
  - рибництво;
  - кролівництво;
3. Рибальство.

Сукупність розташованих на певній території підприємств і організацій, діяльність яких тісно пов'язана з виробництвом, переробкою та збутом сільськогосподарської продукції, називається агропромисловим територіальним комплексом. Найважливішими факторами формування агропромислових територіальних комплексів є потреби у суспільства у продукції агропромислового комплексу в окремих районах; наявність певного рівня соціально-економічного розвитку території, природних умов і відповідного земельного фонду; забезпеченість трудовими ресурсами; рівень розвитку транспортної системи та ін.

## Екологічні проблеми сільського господарства

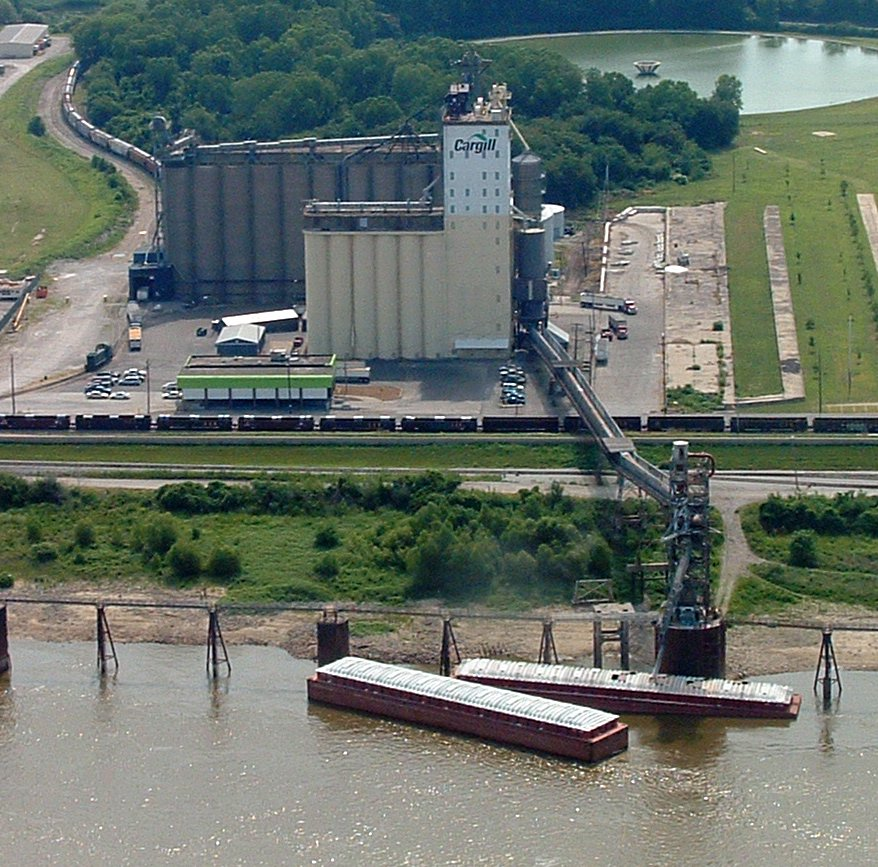
Елеватор у США

Сільське господарство має більший вплив на природне середовище, ніж будь-яка інша галузь народного господарства. Причина цього в тому, що сільське господарство вимагає величезних площ. В результаті зазнають змін ландшафти цілих континентів, наприклад агроландштафт повністю змінив Велику Китайську рівнину, де колись ріс субтропічний ліс, переходячи на півночі в уссурійську тайгу, а на півдні в джунглі Індокитаю. У Європі агроландшафт витіснив широколистяні ліси, в Україні рілля замінила степи.
Сільськогосподарські ландшафти виявились нестійкими, що призвело до ряду локальних і регіональних екологічних катастроф. Так, неправильна меліорація стала причиною засолення ґрунтів і втрати більшої частини оброблюваних земель Межиріччя, величезне розорювання викликало пилові бурі в Казахстані та США, випасання худоби і землеробство призвело до опустелювання в зоні Сахелю в Африці.
За статистикою, в світі кожну 1 хвилину втрачається придатний ґрунт площею 30 футбольних полів. 70 % ґрунтів нашої планети вже знищено. З такою швидкістю на Землі придатний для землеробства ґрунт закінчиться за 60 років.
Найсильніше на природне середовище впливає землеробство. Чинники його впливу такі:
- зведення природної рослинності на сільгоспугіддя;
- обробка (опушення) ґрунту, особливо із застосуванням відвального плуга;
- застосування мінеральних добрив і отрутохімікатів;
- меліорація земель.

Вплив на ґрунти може погіршувати родючість ґрунту і призводить до:
- руйнування ґрунтових екосистем мікроорганізмів, мілких тварин та грибків;
- втрати гумусу;
- руйнування структури і ущільнення ґрунту;
- водяної і вітрової ерозії ґрунтів;

Існують певні способи і технології ведення сільського господарства, які пом'якшують або повністю усувають негативні чинники, наприклад, технології ґрунтозахисного землеробства, органічного землеробства, відновлювального землеробства та точного землеробства.
Тваринництво впливає на природу менше. Його вплив такий:
- перевипасання — тобто випас худоби на пасовищах в кількостях, що перевищують здатність системи до відновлення;
- неперероблені відходи тваринницьких комплексів.

До загальних порушень, які викликає сільськогосподарська діяльність, можна віднести:
- забруднення поверхневих вод (річок, озер, морів) і деградація водних екосистем при евтрофікації;
- забруднення ґрунтових вод;
- зведення лісів і деградація лісових екосистем (збезлісення);
- порушення водного режиму на значних територіях (при осушенні або зрошуванні);
- опустелювання внаслідок комплексного порушення структури ґрунтів і рослинного покриву;
- знищення природних місць проживання багатьох видів живих організмів і, як наслідок, вимирання та зникнення рідкісних видів.

У другій половині ХХ століття стала актуальною ще одна проблема: зменшення в продукції рослинництва вмісту вітамінів і мікроелементів і накопичення в продукції як рослинництва, так і тваринництва, шкідливих речовин (нітратів, пестицидів, гормонів, антибіотиків тощо). Причина цього — деградація ґрунтів, що веде до зниження рівня мікроелементів та інтенсифікації виробництва, особливо в тваринництві.

### Шляхи розв'язання екологічних проблем сільського господарства
- Відновлювальне землеробство.
- Стале сільське господарство.
- Точне землеробство.
- Ґрунтозахисне землеробство (Система нульового обробітку землі).
- Органічне виробництво.
- Відновлення біорізноманіття мікробіому та фауни ґрунту.
- Агролісомеліорація
- Інтегрований захист рослин.
- Хомобіотичний обіг.

## Сільськогосподарська освіта та наука
Сільськогосподарська освіта та дослідження відіграють вирішальну роль у розвитку науки та практики сільського господарства. Сільське господарство є надзвичайно складною та динамічною галуззю, що вимагає мультидисциплінарного підходу для вирішення проблем і можливостей, з якими стикаються фермери та суспільство.
Сільськогосподарська освіта охоплює широкий спектр дисциплін, включаючи агрономію, рослинництво, тваринництво, ґрунтознавство, інженерія біологічних систем, агроінженерію та економіку сільського господарства. На рівні бакалаврату студенти знайомляться з основними принципами сільського господарства, включаючи рослинництво та тваринництво, управління ґрунтами та водними ресурсами, а також сільськогосподарську політику та економіку. На рівні магістратури студенти можуть спеціалізуватися в конкретних галузях сільського господарства та проводити дослідження для просування кордонів знань.
Сільськогосподарські дослідження мають важливе значення для розробки нових технологій і практик для підвищення продуктивності, стійкості та стійкості сільського господарства.
- Дослідження в галузі агрономії та рослинництва зосереджені на розробці нових сортів сільськогосподарських культур і методів селекції для підвищення врожайності, покращення якості та підвищення стійкості до шкідників, хвороб і екологічних стресів.
- Дослідження в галузі тваринництва зосереджені на покращенні здоров'я, харчування та генетики тварин для підвищення продуктивності та добробуту.
- Дослідження в галузі ґрунтознавства зосереджені на розумінні біологічних, фізичних і хімічних властивостей ґрунту, здорової екосистеми ґрунту та розробці практик управління для підтримки або покращення здоров'я та родючості ґрунту.
- Дослідження агроінженерії зосереджені на розробці нової сільськогосподарської техніки, нових технологій і систем для зрошення, механізації, управління енергією та інших застосувань.
- Дослідження в галузі і інженерії біологічних систем поєднують в собі принципи та методи агроінженерії, циркулярного сільського господарства та біоенергетики, точного землеробства, цифрового сільського господарства, сталого сільського господарства, тваринництва, харчової інженерії, задля створення стійких, продуктивних та ефективних виробничих систем.
- Дослідження економіки сільського господарства зосереджені на розумінні економічних факторів, які впливають на сільськогосподарське виробництво та споживання, а також на розробці політики та стимулів для сприяння сталому та справедливому розвитку сільського господарства.

Сільськогосподарська освіта та дослідження мають важливе значення для вирішення складних проблем, з якими стикається сільське господарство, таких як зміна клімату, виснаження ресурсів, втрата родючих ґрунтів і продовольча безпека. Розвиваючи культуру інновацій, співпраці та досконалості, сільськогосподарська освіта та дослідження можуть допомогти створити яскравіше та стійкіше майбутнє для сільського господарства та суспільства в цілому.

## Перспективні технології
Майбутнє й сьогодення сільського господарства формується низкою нових тенденцій і технологій, які змінюють способи і методи сільськогосподарського виробництва їжі.

### Точне землеробство

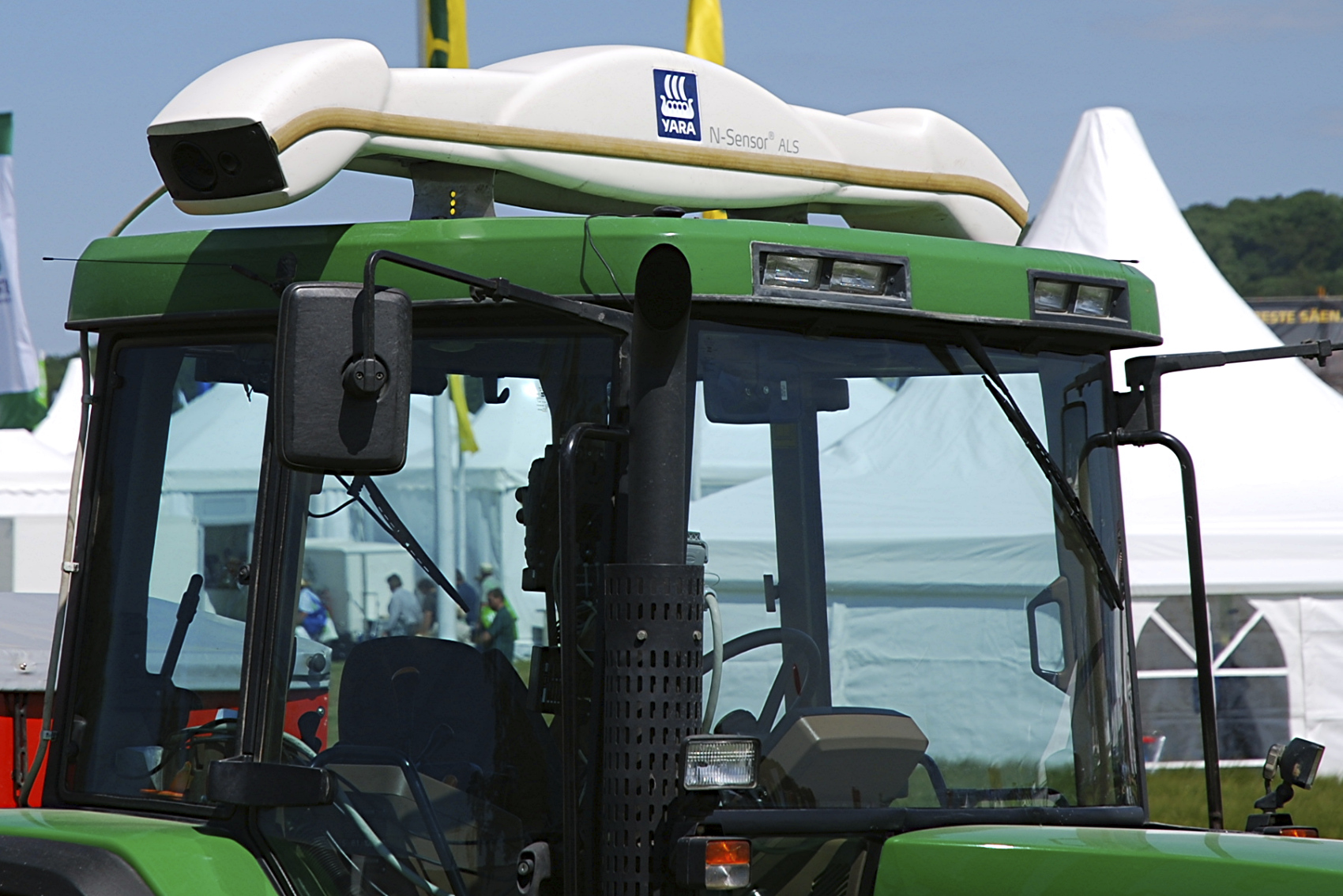
Yara N-Sensor ALS, встановлений на куполі трактора — система, яка реєструє відбиття світла від посівів, і розраховує та оптимізує внесення добрив.

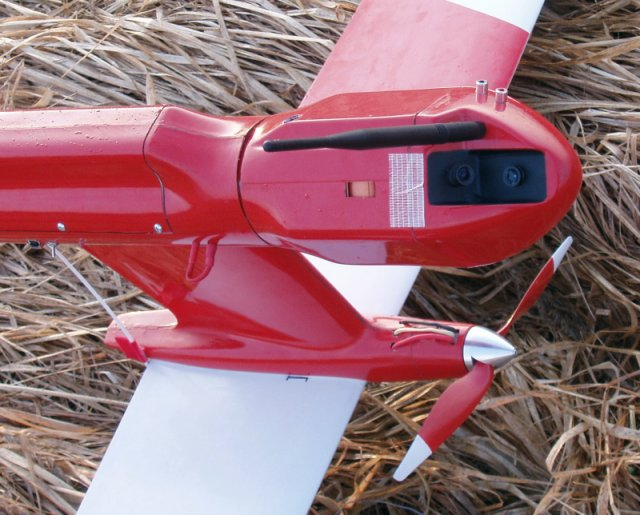
Польський Pteryx UAV — БПЛА для аерофотозйомки в точному землеробстві

Точне землеробство – це підхід до землеробства, що передбачає використання технологій, таких як: 
- датчики (сенсори)[6][7],
- дрони[8],
- мультиспектральний аналіз[9] та, більш інформативний, гіперспектральний аналіз[10],
- картографування врожаю[11][12],
- змінні норми внесення добрив[13][14][15], засобів захисту[16][17][18], води[19][20] та висіву насіння[21];
- штучний інтелект та машинний зір[22][16],
- роботизовані механічне прополювання та точне боронування[23][24],

для оптимізації врожайності, мінімізації шкоди довкіллю, покращення родючості ґрунту та зменшення витрат.

### Відновлювальна енергія

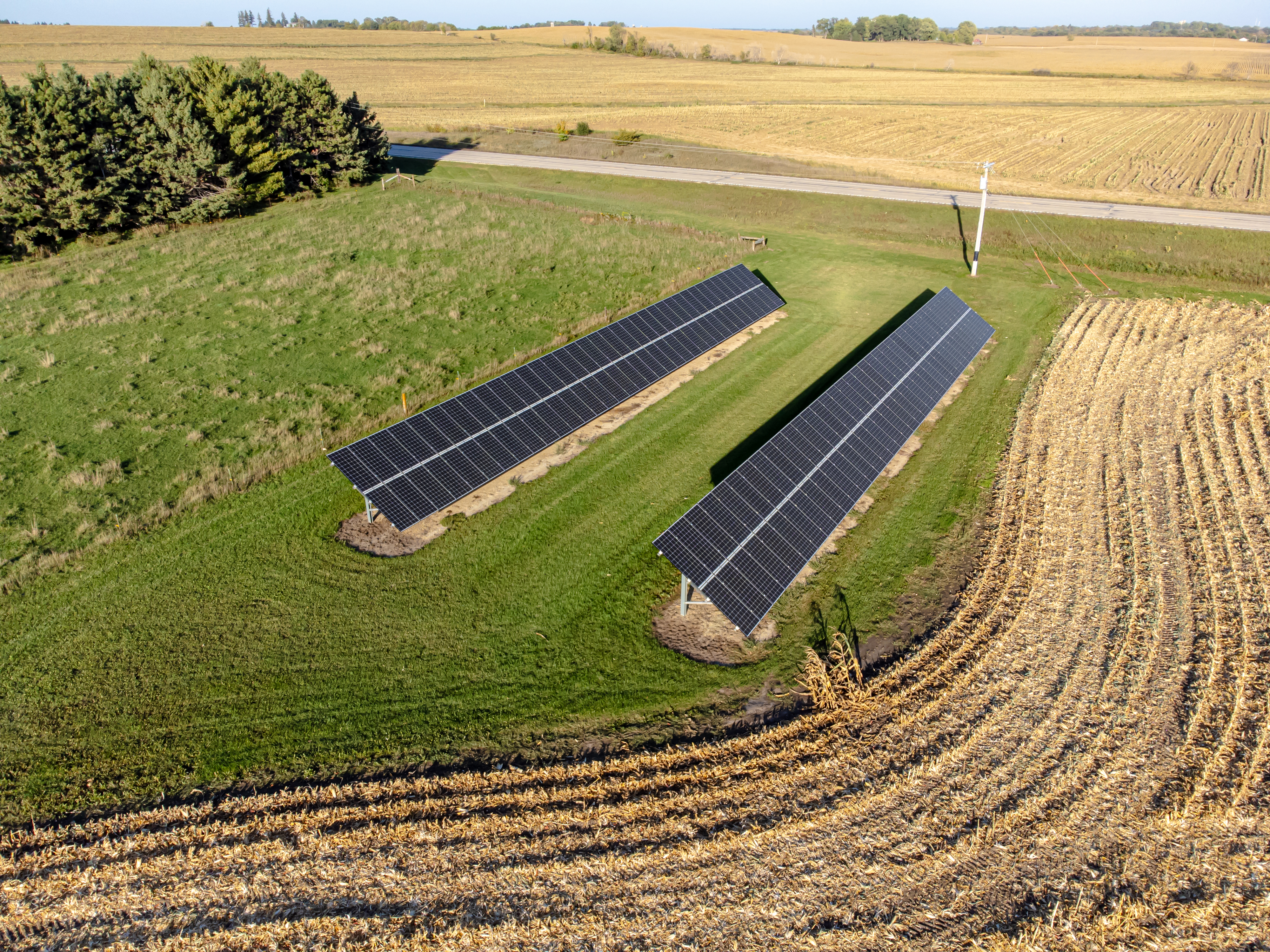
Сонячні панелі на краю ферми

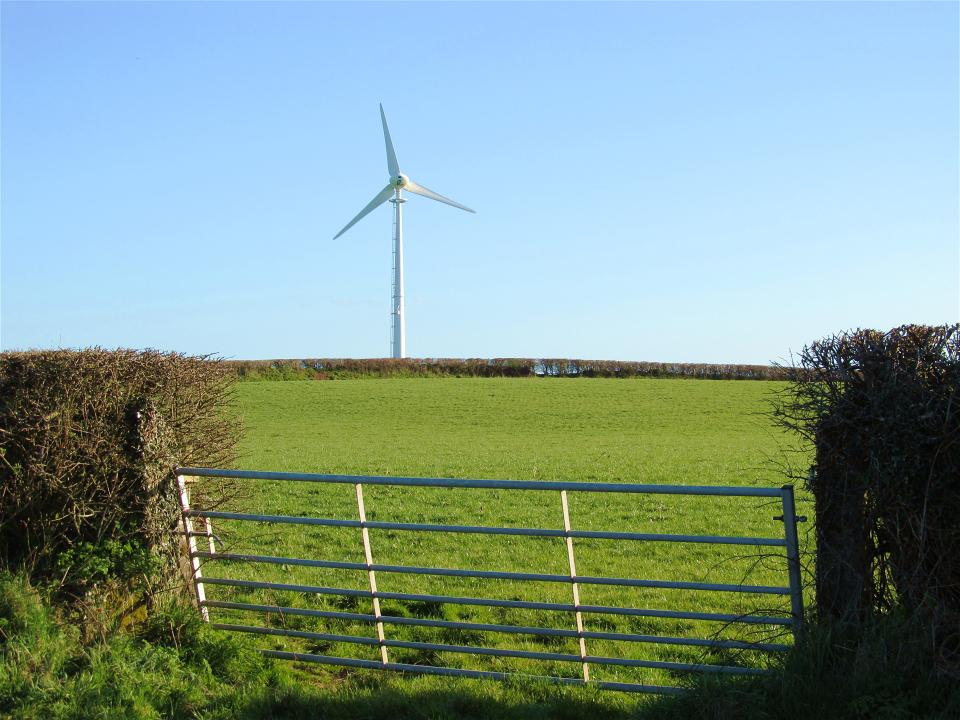
Вітрова турбіна на фермі

Енергія потрібна на кожному етапі сільськогосподарського виробництва, від виробництва добрив до заправки тракторів для посіву та збирання врожаю. Застосування методів енергоефективності та використання відновлюваних джерел енергії може допомогти сільськогосподарським виробникам заощадити витрати, пов’язані з енергією. Відновлювані джерела енергії у вигляді сонячної енергії, енергії біомаси, вітру, водневої та геотермальної енергії доступні у великій кількості в сільськогосподарському секторі.

### Сільськогосподарські роботи та дрони

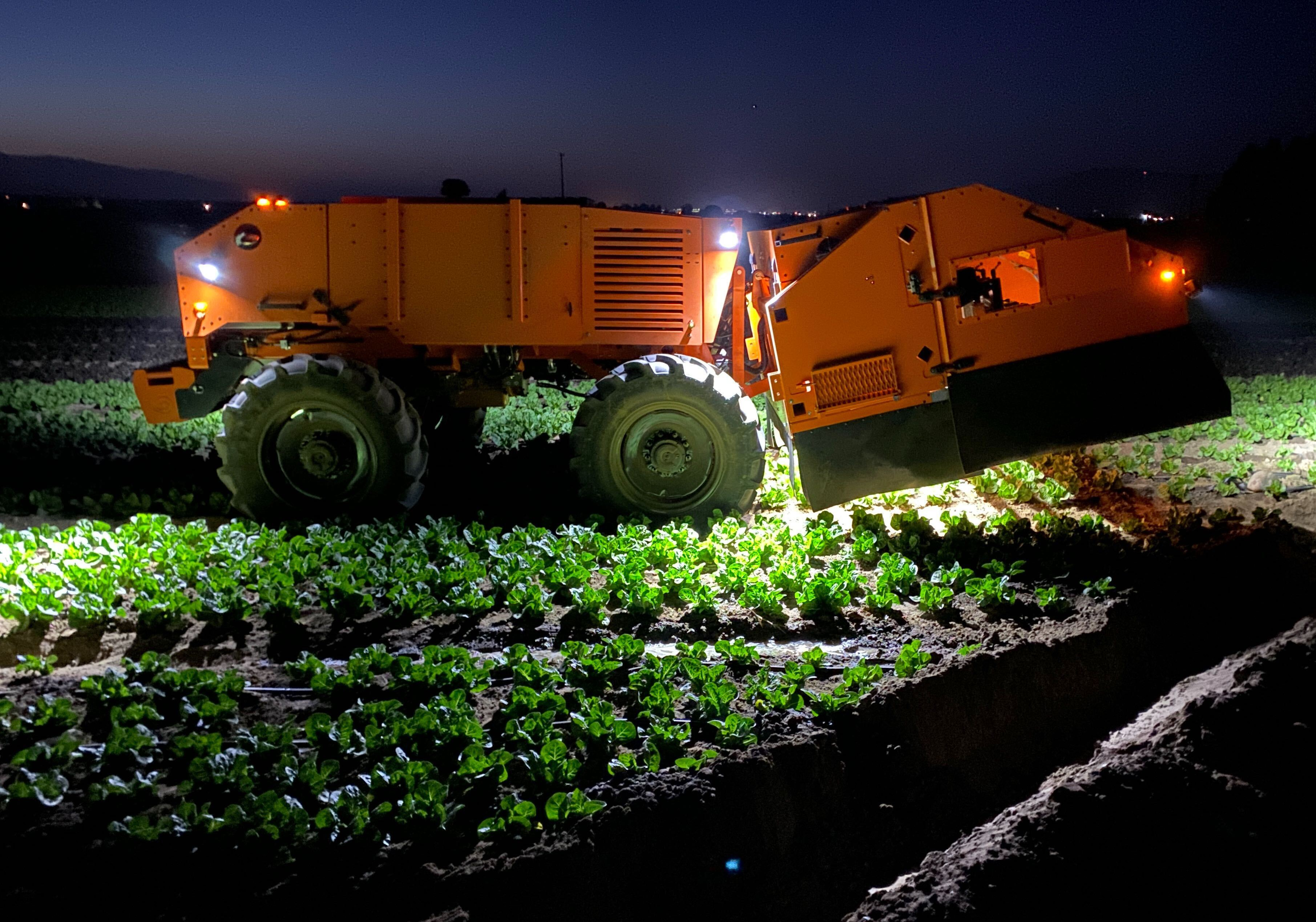
Titan FT-35 від FarmWise — автоматизований сільськогосподарський робот-прополювач, якого журнал Time відніс до списку Топ-100 кращих винаходів року 2020

Сільськогосподарський робот: удосконалення робототехніки, датчиків, комп'ютерного зору та штучного інтелекту трансформують сільське господарство. Сільськогосподарські роботи сприяють заощадженню трудових ресурсів та підвищенню продуктивності виконання робіт, зменшують перевитрату матеріалів, та збільшують врожайність за рахунок більш точної обробки землі. Наприклад, робот LaserWeeder від Carbon Robotics використовує високоточні лазери для видалення бур'янів і здатен обробляти 2 акри землі за годину, знищуючи 200 тисяч бур'янів за одну годину. Також, застосування робототехніки сприяє покращенню умов праці працівників, зменшення проявів травматизму та професійних захворювань внаслідок монотонної праці. Окрім того, легші сільськогосподарські роботи можуть зменшити пошкодження ґрунту (ущільнення) важкою сільськогосподарською технікою.
Сільськогосподарські роботи можуть виконувати широкий спектр завдань, включаючи посадку, видалення бур'янів, моніторинг урожаю та збір урожаю. Ці роботи можуть бути автономними або дистанційно керованими.

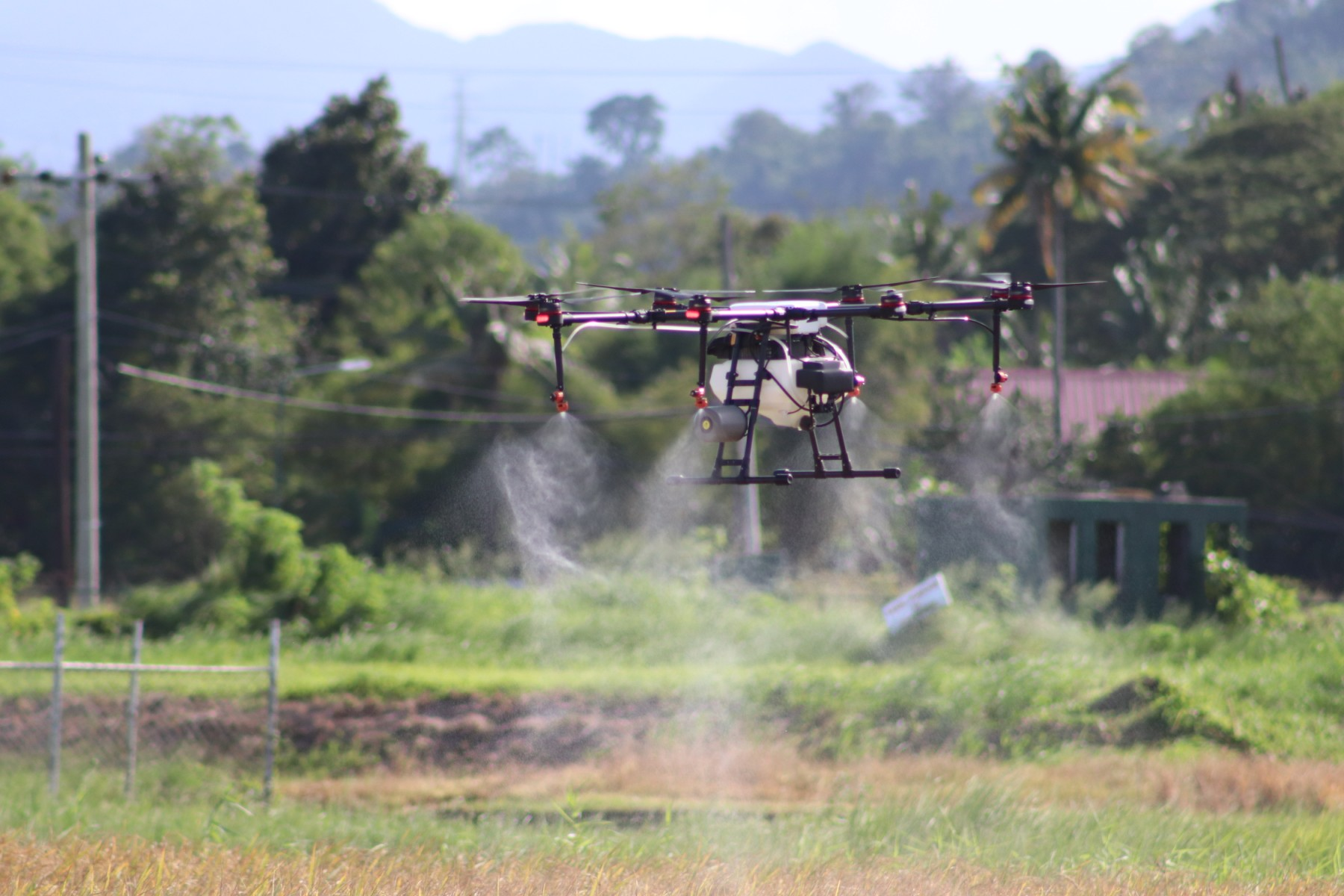
Сільськогосподарський дрон

Сільськогосподарські дрони (агродрони) мають вирішальне значення для детальних аерофотознімків і картографування в точному сільському господарстві. Оснащені камерами високої роздільної здатності та мультиспектральними і гіперспектральними датчиками, вони дозволяють створювати детальні карти полів, які висвітлюють варіації умов посівів, здоров’я ґрунту та рівнів вологості, допомагаючи фермерам визначити ділянки, які потребують уваги, наприклад ті, які постраждали від нестачі води або шкідників.

### Стале та відновлювальне сільське господарство

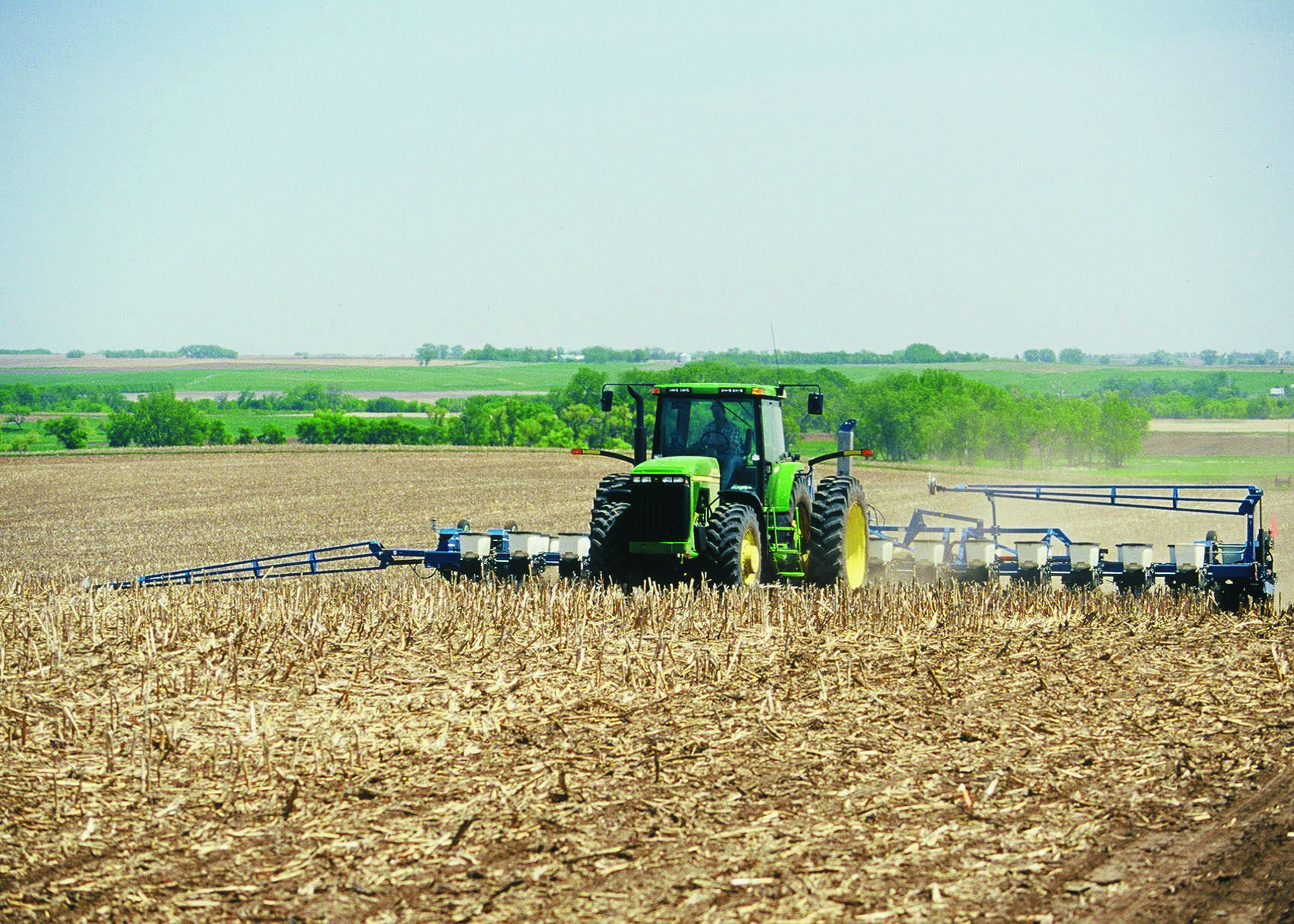
No-till

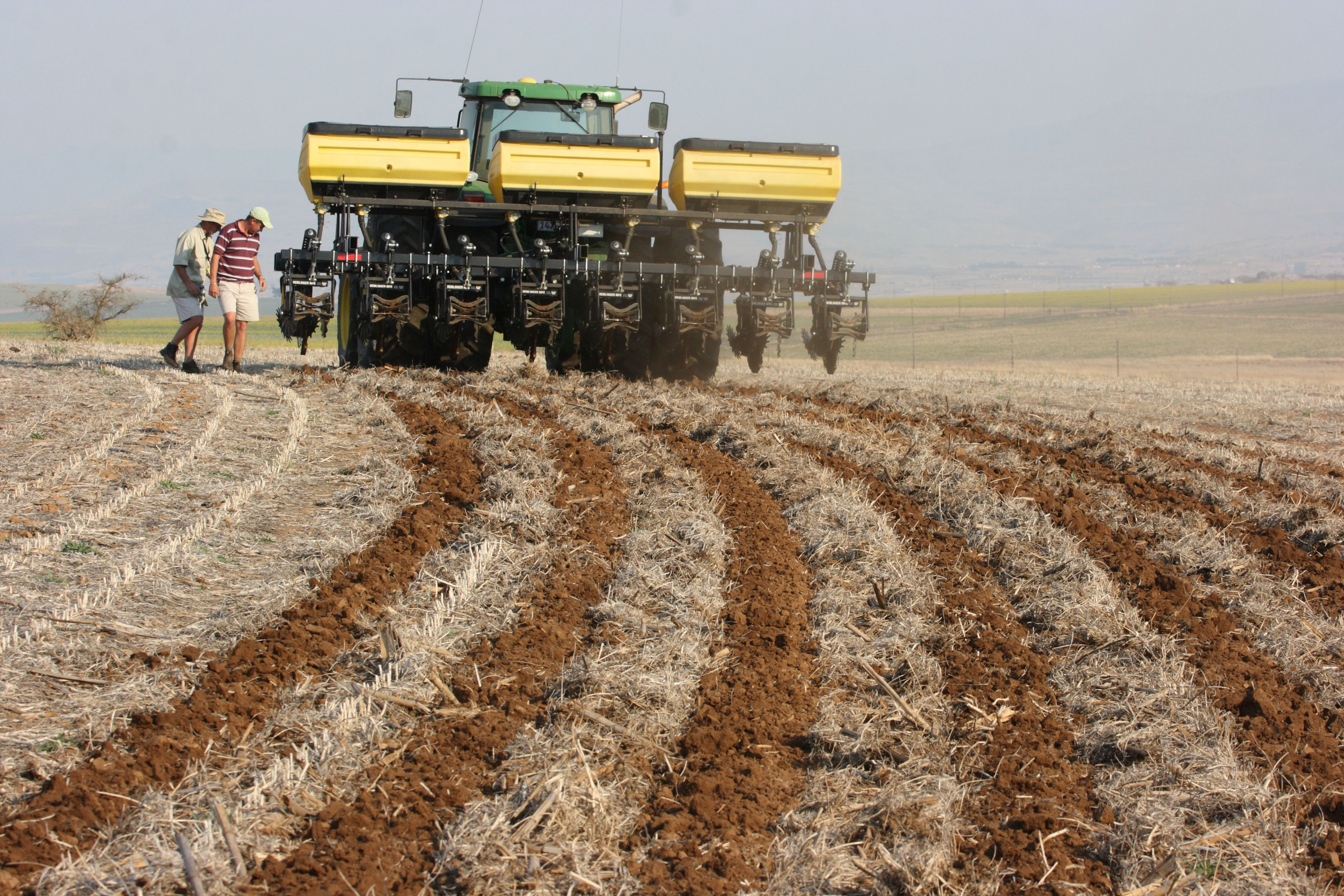
Strip-till

Стале (стійке) сільське господарство зосереджується на задоволенні поточних продовольчих і текстильних потреб без шкоди здатності майбутніх поколінь робити те саме. Цей підхід наголошує на трьох цінностях – здоров’ї довкілля, економічній прибутковості та соціальній справедливості. Основні практики та технології включають:
- Ґрунтозахисне землеробство (No-till, Strip-till, Mini-till)
- Сівозміна
- Органічне землеробство
- Сидерати та мульчування
- Інтелектуальна іригація та крапельне зрошування
- Інтегрований захист рослин
- Агролісомеліорація
- Біодобрива[49]

Пермакультура (з англ. permanent culture – постійна/стала культура) — це підхід до дизайну, який імітує природні екосистеми для створення стійких сільськогосподарських систем. Основні практики та технології включають:
- Супутнє садіння та суміщення культур
- Компостування та інші органічні добрива
- Хюґелькультура
- Збирання дощової води
- Аквапоніка

Відновлювальне сільське господарство має на меті відновлення та покращення здоров’я екосистем, зосереджуючись на здоров’ї та родючості ґрунту, біорізноманітті та кругообігу води. Основні практики та технології включають:
- Сидерати та мульчування
- Ґрунтозахисне землеробство (No-till, Strip-till, Mini-till)
- Використання органічних добрив і мінімізація синтетичних добрив та засобів захисту
- Біочар (вугілля)
- Біодобрива
- Арбускулярні мікоризи
- Агролісомеліорація
- Інтегрований захист рослин

### Сільськогосподарська мікробіологія
Сільськогосподарська мікробіологія вивчає взаємодію між мікроорганізмами та сільськогосподарськими системами для підвищення продуктивності, стійкості та захисту рослин. Основні напрямки включають:
- Мікробіологія ґрунту
- Фітопатологія
- Біологічний захист рослин[56][57]
- Мікробна екологія[en][58]
- Мікологія[59][60][61]

Мікробіологія ґрунту – це галузь мікробіології, і основний напрямок сільськогосподарської мікробіології, дослідники якого займаються дослідженням та управлінням мікробіомом ґрунту. Мікробіом ґрунту є одним з головних факторів його родючості. Дослідження показали, що мікроорганізми ризосфери (навколо кореня) рослин можуть покращувати засвоєння поживних речовин і сприяти захисту рослин, та здатні утворювати в десятки разів більше регуляторів росту та фітогормонів (таких як ауксини, гібереліни, цитокініни та інші), ніж сама рослина.

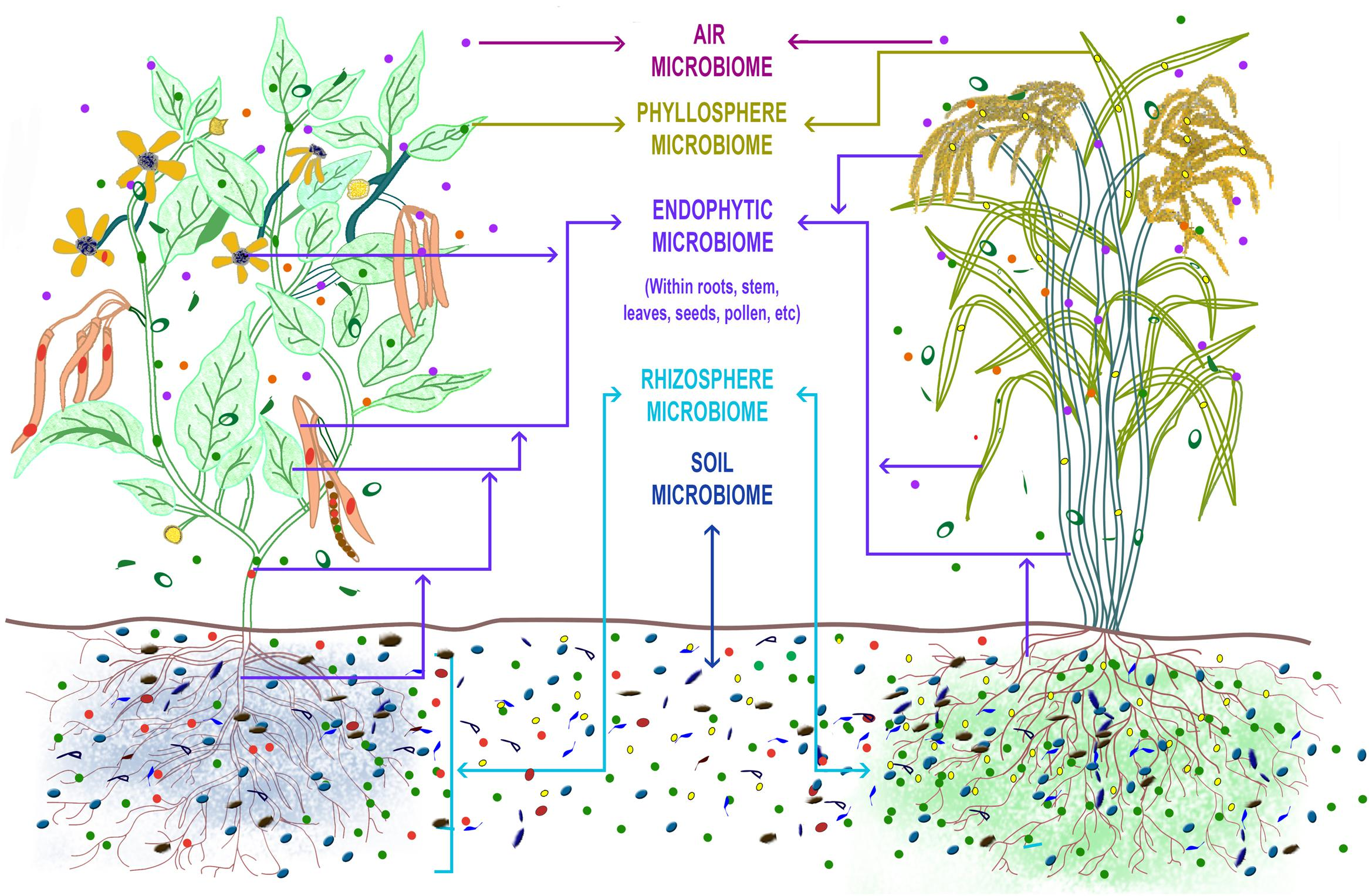
Мікробіом рослини

Молекулярно-біологічні методи (такі, як метагеноміка та інші) використовуються для аналізу складу та активності мікробіому ґрунту, а біодобрива, органічні добрива та біочар – для управління складом, кількістю та різноманіттям мікроорганізмів ґрунту, задля покращення здоров'я та родючості ґрунту, збільшення врожайності та мінімізації негативного впливу на довкілля.

### Циркулярне сільське господарство та біоенергетика

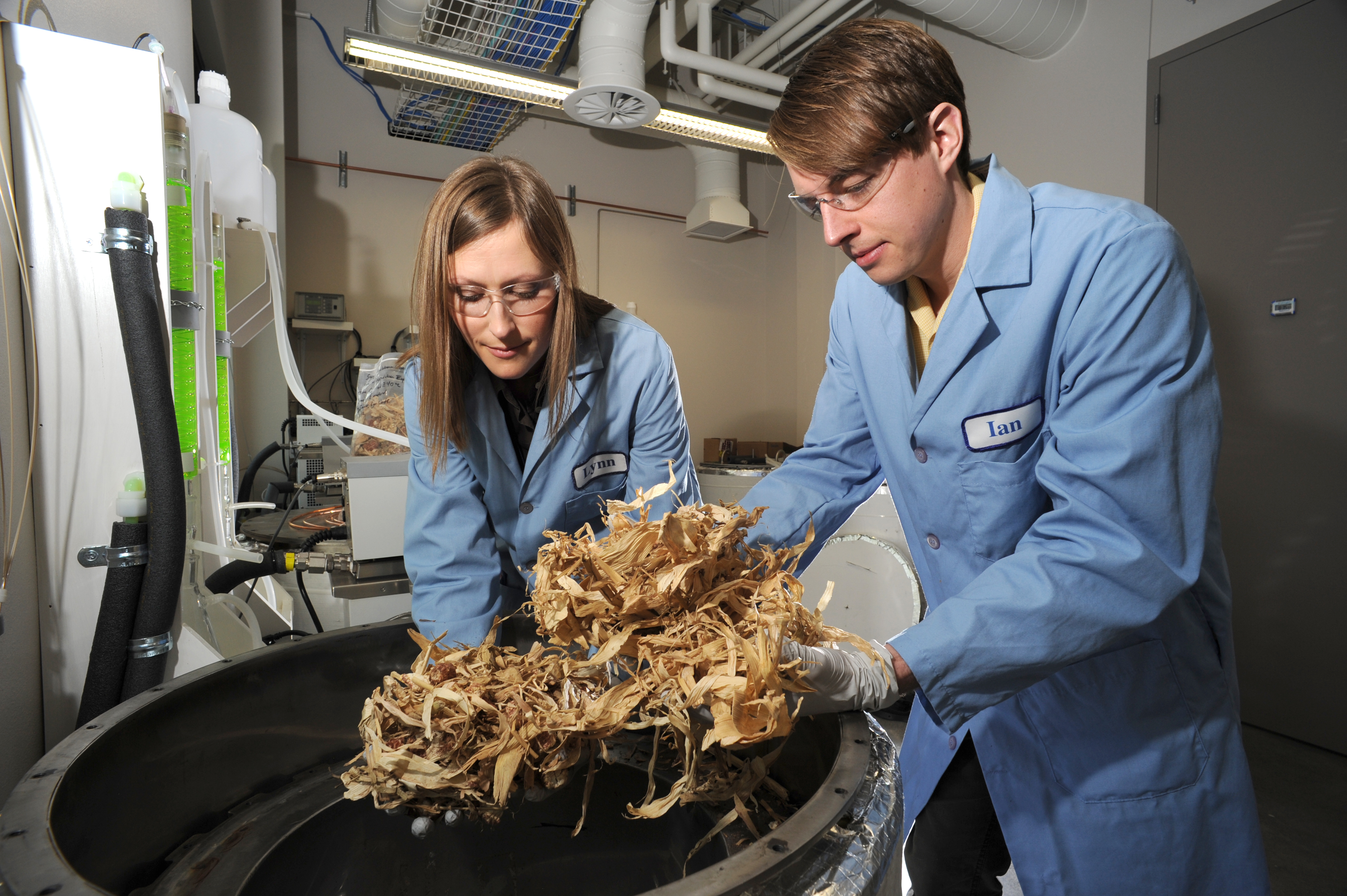
Обробка біомаси відходів для виробництва біопалива

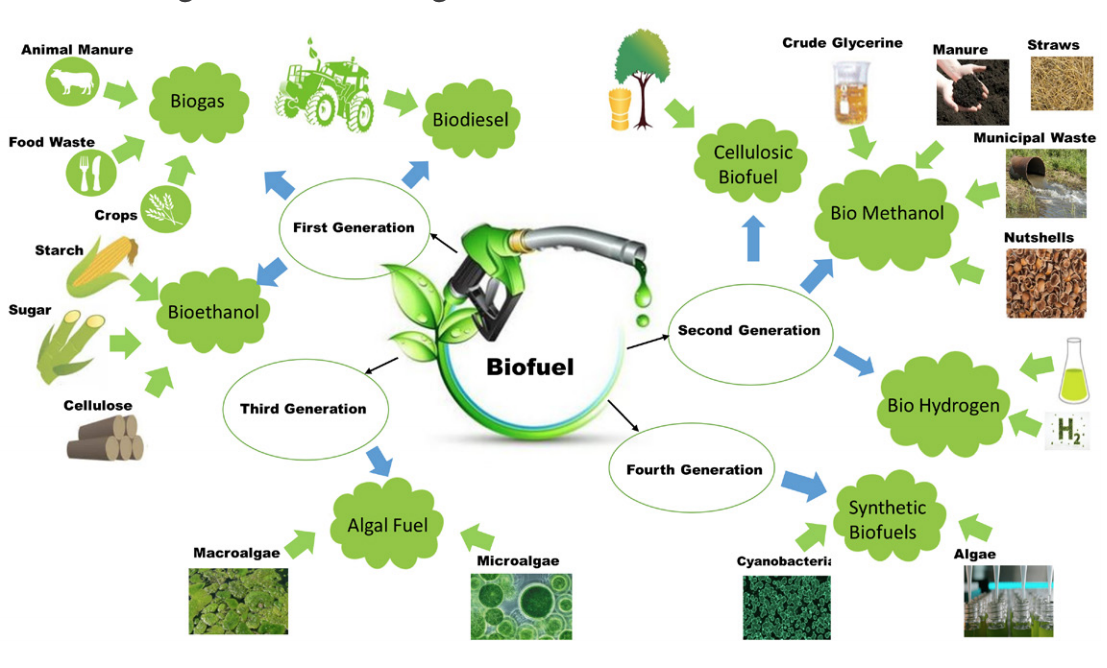
Біопаливо

Циркулярне (кругове) сільське господарство — це підхід, спрямований на мінімізацію і переробку відходів, і максимізацію ефективності використання ресурсів шляхом замикання виробничих циклів у сільськогосподарській системі.
Циркулярне сільське господарство передбачає валоризацію відходів і використання відходів як сировину в біоенергетиці та циркулярному виробництві для виробництва:
- біопалива (біоетанол, біодизель, біометан, біобутанол, біоводень) з біомаси сільськогосподарських відходів[28],
- біополімерів[80][85],
- ферментів[86], вітамінів та антиоксидантів[82],
- кормів для тварин[87][88],
- добрив, біодобрива та біостимуляторів[89][80][90]; і мінімізацію використання синтетичних матеріалів. (див. Переробка органічних відходів, Циркулярна економіка, Біопаливо)

Біопаливо – це тип палива, який отримують із низки джерел біомаси, включаючи відходи сільського господарства, гній, осад стічних вод, відходи лісового господарства та тверді органічні міські відходи. Це економічно вигідно і екологічно стійко. Біомаса може служити безпосередньо як паливо, або може бути перетворена в рідке або газоподібне біопаливо. Існує дві основні категорії методів перетворення біомаси в біопаливо: термохімічне перетворення (газифікація, піроліз, карбонізація, зрідження та спалювання) та біохімічне перетворення (анаеробне розкладання біомаси, ферментація біомаси та ферментація синтез-газу). Поєднання технології термохімічного та біохімічного перетворення сприяє ефективнішому використанню ресурсів, наприклад: піроліз-анаеробне бродіння, гідротермальне зрідження-анаеробне бродіння, гідротермальна карбонізація-анаеробне бродіння, газифікація-ферментація синтез-газу, гідротермальне зрідження-ферментація.

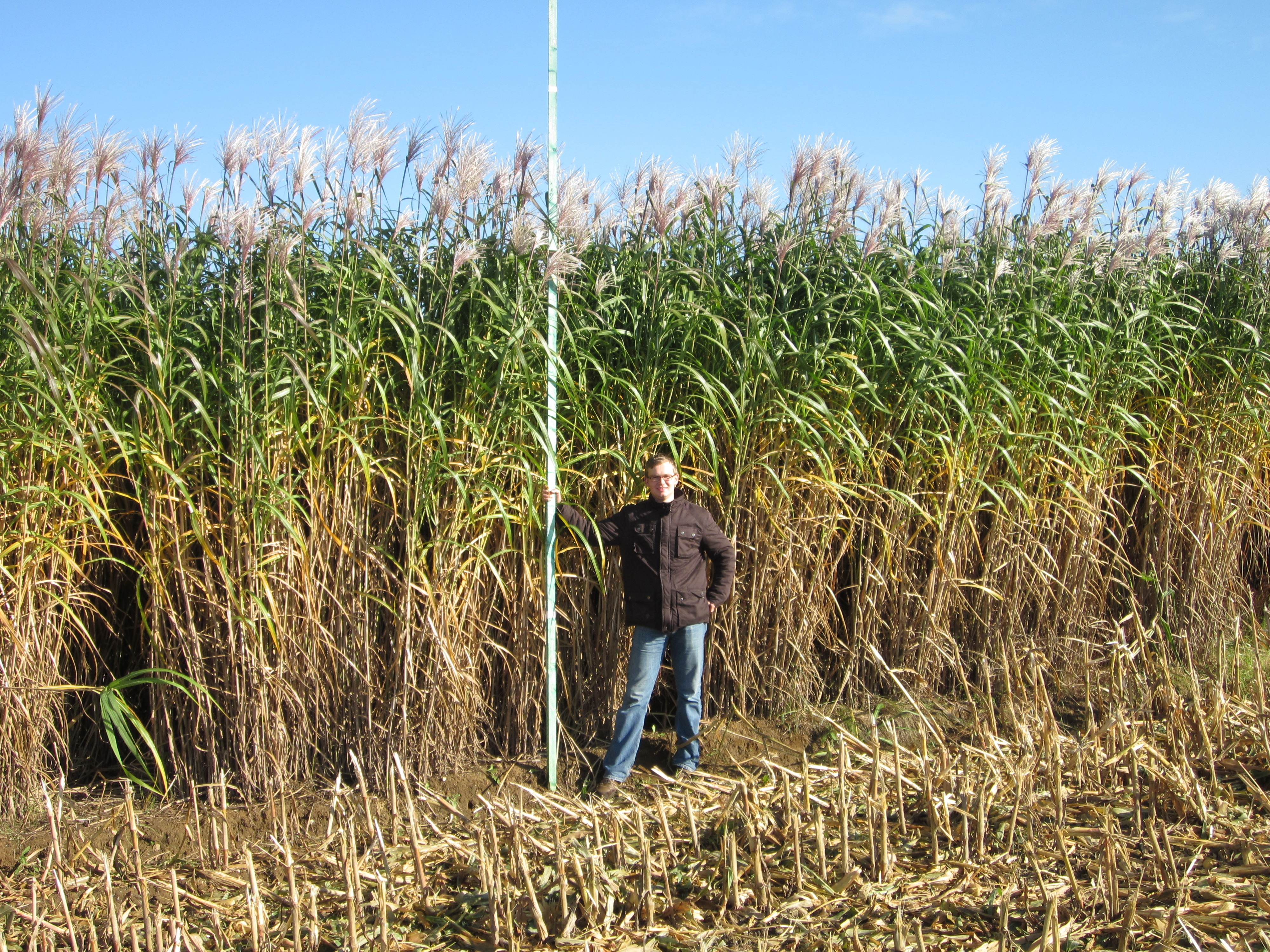
Міскантус гігантський – енергетична культура, з якої виробляють біопаливо

Окрім відходів сільськогосподарського виробництва, біопаливо виробляють з енергетичних культур. Плантації енергетичних культур на малопродуктивних та схильних до ерозії ґрунтах сприяють відновленню їх родючості та забезпечують стале надходження високоякісної сировини для виробництва різних видів біопалива.

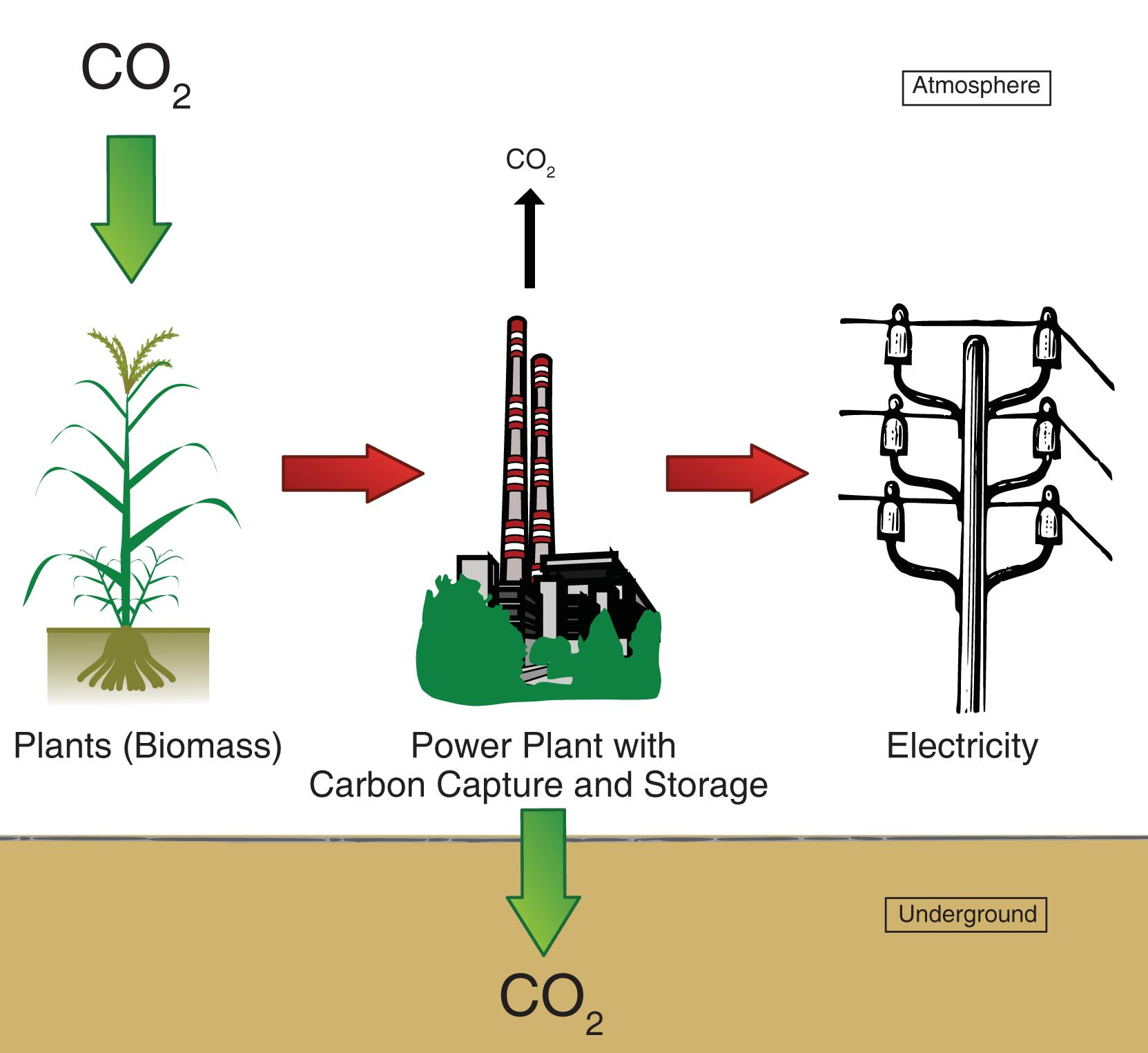
Схема біоенергетики з використанням технології уловлювання та зберігання вуглецю

Технології біоенергетики з уловлюванням та зберіганням вуглецю (BECCS) мінімізують викиди в атмосферу основного парникового газу — CO2 (вуглекислий газ), при виробництві біопалива та енергії, сприяючи зменшенню глобального потепління.

### Вертикальні ферми та ферми на дахах

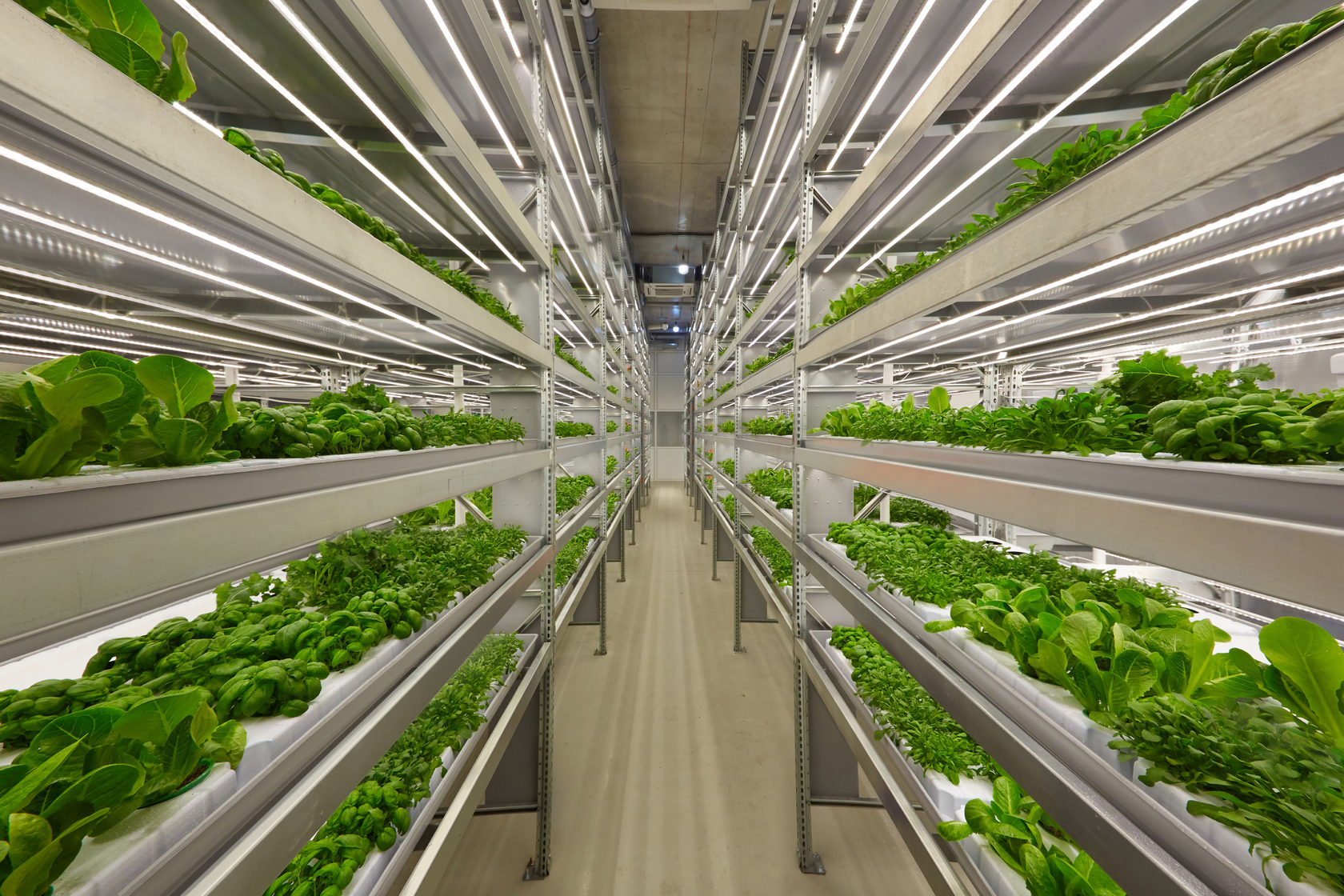
Гідропонна вертикальна ферма

Вертикальні ферми передбачають вирощування сільськогосподарських культур у приміщеннях з використанням штучного освітлення, контрольованої температури та вологості, датчиків та робототехніки, а також гідропонних або аеропонних систем.
Вертикальні ферми – це сучасний сільськогосподарський підхід, який забезпечує виняткову ефективність використання простору,  оптимальне використання води, попередження деградації ґрунтів, зменшення використання пестицидів/добрив і скорочення ланцюга постачання продовольства. Ключові переваги вертикального землеробства включають рециркуляцію прісної води для мінімізації відходів, оптимізацію умов зростання для стабільного цілорічного врожаю та можливість обійти сезонні обмеження. Основні тренди і перспективні технології включають різноманітні сенсори, робототехніку, інтернет речей і штучний інтелект.
Хоча вертикальне землеробство є енергоємним і, на початок 2020-х, через високі витрати, є прибутковим лише в специфічних нішах (в залежності від клімату та ступеня урбанізації), воно має потенціал для сталого розвитку, оскільки людство переходить до відновлюваних джерел енергії. Технологічні досягнення, такі як підвищення ефективності світлодіодів та автоматизація можуть розширити його застосування. Велике значення має розробка навколокореневого (ризосферного) мікробіому для гідропонних систем, який може покращити ріст рослин, стійкість і загальну продуктивність вертикальної ферми.
Синергічне поєднання вертикальних ферм із житловими та комерційними будівлями, задля двостороннього обміну теплом і енергією, зменшує цілорічне використання енергії і фермами, і будинками (12%-51%), і пропонує великий потенціал для зменшення впливу на довкілля, виробляючи їжу в міському середовищі.

Ферма на даху, Мангеттен

Ферми на дахах забезпечують свіжезібраною їжею, використовують дощову воду та відфільтровану стічну воду домогосподарства і, крім того, можуть також бути корисними для будівлі, оскільки рослини забезпечують охолодження і зменшення ефекту міського теплового острова влітку та теплоізоляцію взимку, покращують міський клімат і біорізноманіття. Синергічне поєднання ферм на дахах із сонячними панелями використовується в стійкій архітектурі, завдяки охолодженню рослинністю панелей в теплі пори року, що сприяє суттєвому збільшенню виробництва енергії сонячними панелями.

### Інженерія біологічних систем
Інженерія біологічних систем – міждисциплінарна галузь, що зародилась в 1990-х роках, у поєднанні агроінженерії та харчової інженерії, та передбачає застосування принципів інженерії, проєктування та дизайну для створення стійких та ефективних біологічних, екологічних та сільськогосподарських систем.
Інженерія біологічних систем поєднує в собі принципи та методи:
- агроінженерії,
- циркулярного сільського господарства та біоенергетики,
- точного землеробства,
- цифрового сільського господарства,
- сталого сільського господарства,
- тваринництва,
- харчової інженерії,

задля створення стійких, продуктивних та ефективних виробничих систем.

### Цифрове сільське господарство

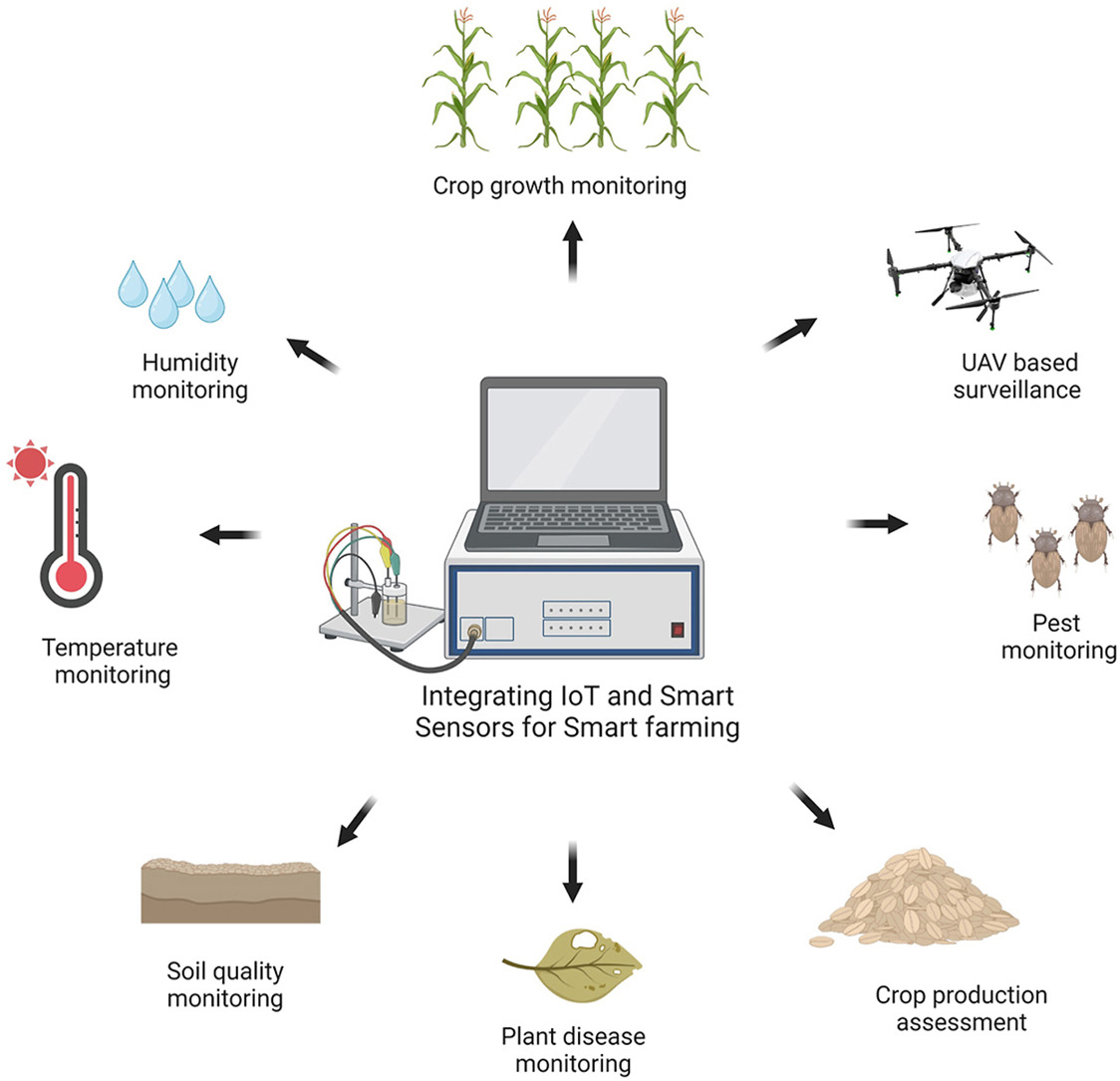
Застосування Інтернету речей (IoT) і розумних датчиків в сільському господарстві

Цифрове сільське господарство – сільське господарство, кероване даними. Це застосування цифрових технологій у системах рослинництва та тваринництва для збору, інтерпретації та передачі даних, щоб керувати прийняттям рішень на фермах і вздовж ланцюга поставок.
Передбачає використання цифрових технологій, таких як інтернет речей (IoT), датчики, великі дані, хмарні обчислення, штучний інтелект та блокчейн для підвищення ефективності, зменшення впливу на довкілля, покращення стійкості виробництва та ринкових систем, відстеження ланцюга поставок та прозорості.

### Агроекологія

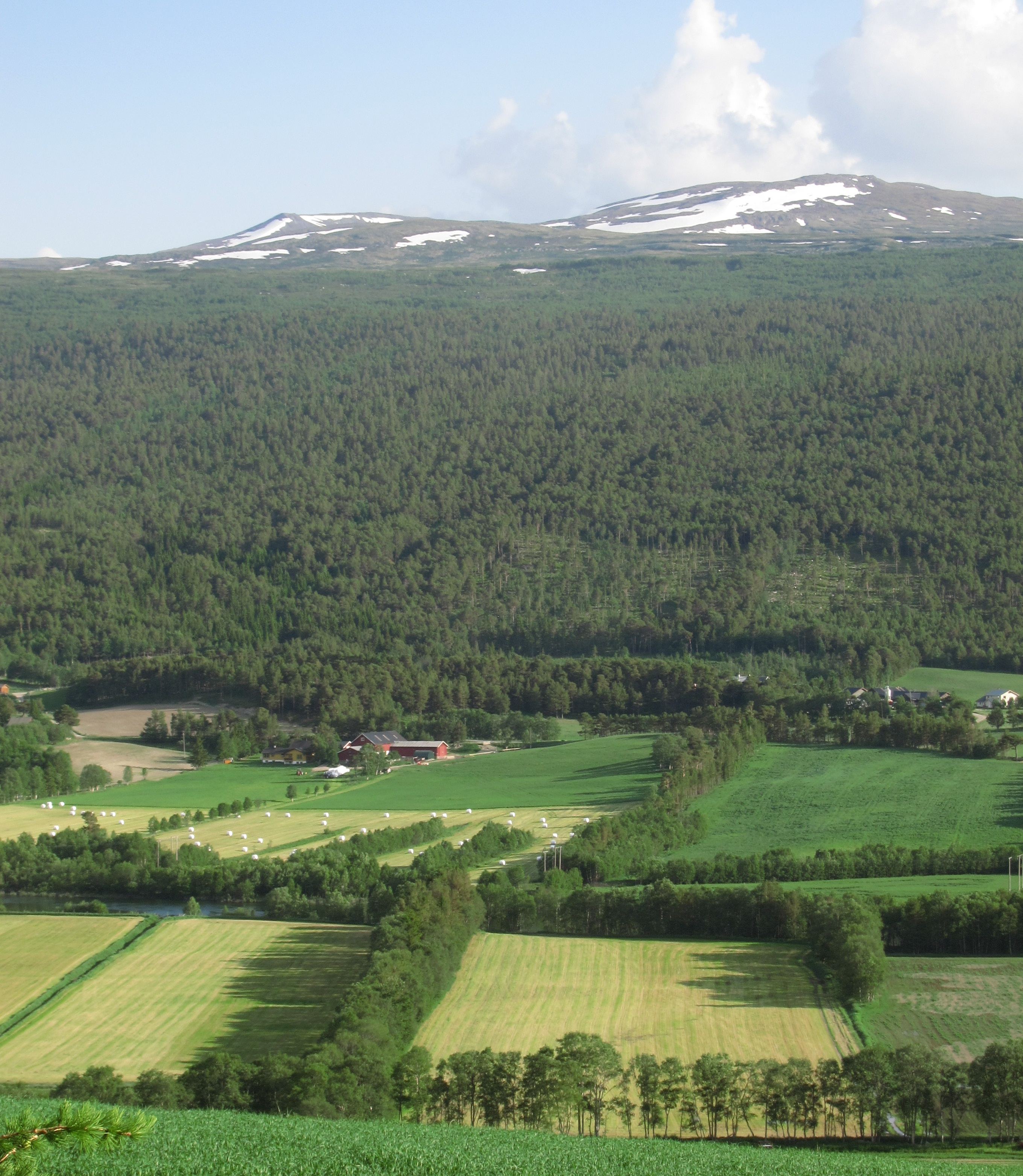
Лісосмуги між полями зменшують ерозію і покращують родючість ґрунту, сприяють надходженню вуглецю в ґрунт, покращують біорізноманіття та якість повітря, а також є джерелом деревини

Агроекологія — це міждисциплінарна наука та науковий підхід до сільського господарства, який застосовує екологічні принципи до розробки та управління стійкими продовольчими системами. Агроекологія досліджує взаємозв’язок між рослинами, мікроорганізмами, тваринами, людьми та довкіллям, прагнучи створити екологічно чисті, соціально справедливі та економічно життєздатні методи ведення сільського господарства. Агроекологія оптимізує взаємодію між видами в екосистемах, збільшує біорізноманіття, підвищує стійкість систем землеробства та покращує здоров'я едафону, екосистем, довкілля та громад; а також розглядає соціальні та економічні аспекти, такі як продовольчий суверенітет, добробут громад та розширення можливостей фермерів.
Основні практики та технології включають практики сталого, відновлювального і органічного сільського господарства, і, зокрема, наступні є найбільш популярними в контексті агроекології:
- Агролісомеліорація
- Ґрунтозахисне землеробство
- Суміщення культур
- Інтегрований захист рослин
- Сидерати та мульчування
- Кліматично-розумне сільське господарство[126]
- Вуглецеве землеробство[127]
- Мікробна екологія[58]

Кліматично-розумне сільське господарство — це підхід, спрямований на вирішення трьох основних цілей: (1) стабільне підвищення продуктивності сільського господарства та доходів сільських ферм; (2) забезпечення адаптації та створення стійкості до зміни клімату в різних масштабах, від місцевого до міжнародного; (3) зменшення викидів парникових газів від сільськогосподарської та харчової діяльності. Технології та практики кліматично-розумного сільського господарства включають інтегроване управління культурами, агролісомеліорацію, ґрунтозахисне землеробство, зменшення використання хімічних добрив, а також розумні сільськогосподарські технології, включаючи роботизовані системи, дрони, дистанційне зондування, супутники та Інтернет речей.
Вуглецеве землеробство — це система управління викидами основного парникового газу – вуглекислого газу, яка сприяє мінімізації викидів, та накопиченню і зберіганню вуглецю в ґрунті. Включає технології та практики ґрунтозахисного землеробства, агролісомеліорації, використання сидератів та мульчування, біочару, мінімізації хімічних добрив, використання технологій циркулярного сільського господарства та біоенергетики з вловленням та зберіганням вуглецю.

### Нанотехнології

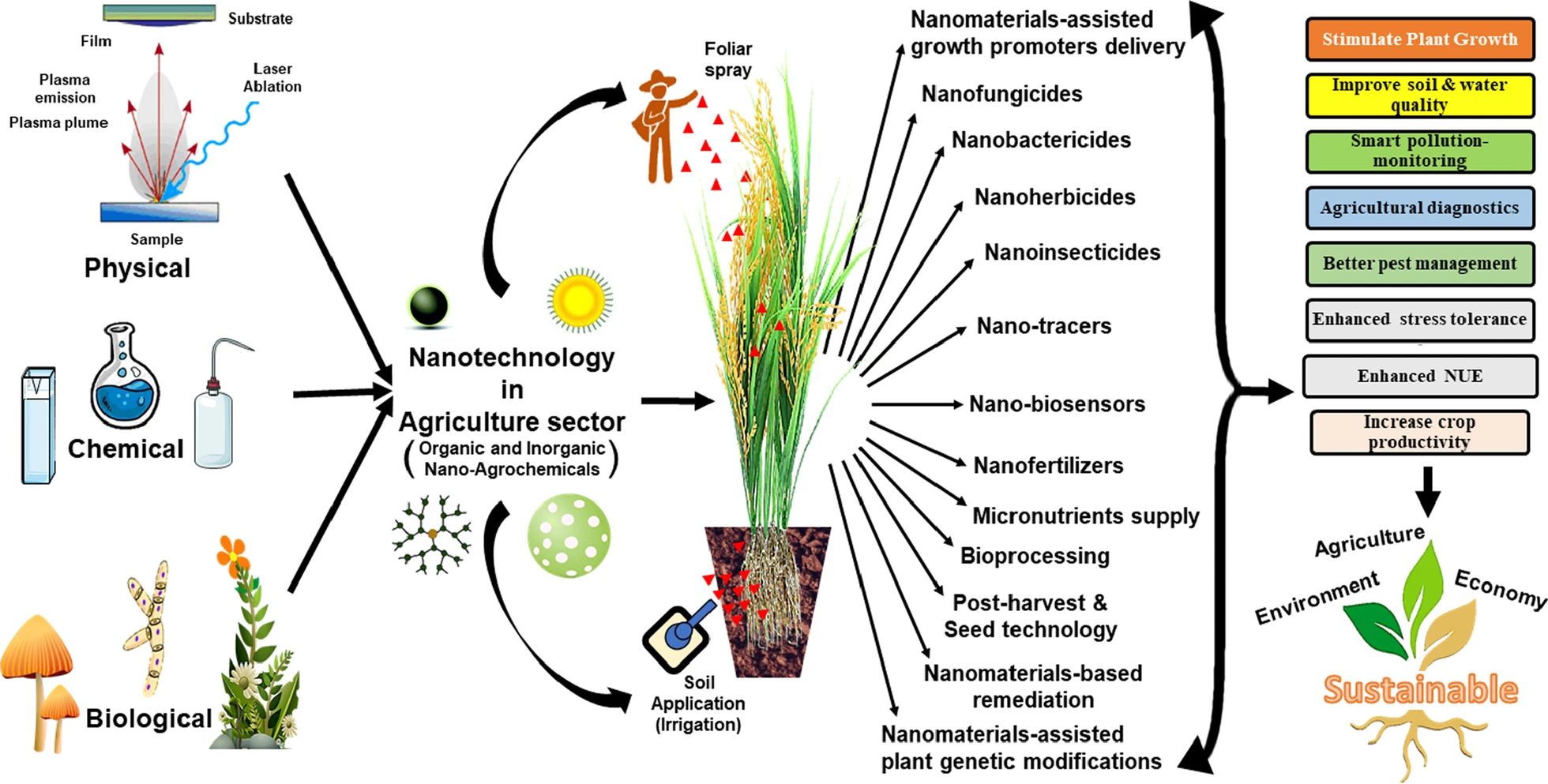
Різні застосування нанотехнологій та нанобіотехнологій в сільському господарстві.

Нанотехнології, нанобіотехнології та зелені нанотехнології застосовуються для вдосконалення сільськогосподарської практики, зокрема, в сталому сільському господарстві та точному землеробстві.
Нанопестициди та нанодобрива можуть підвищити продуктивність сільськогосподарських культур, мінімізуючи негативний вплив на навколишнє середовище.
Біосенсори допомагають контролювати стан ґрунту, якість води та здоров'я рослин.

### Генна інженерія
Генна інженерія та редагування генома для вирощування сільськогосподарських культур і худоби з такими бажаними характеристиками, як стійкість до хвороб, посухостійкість і покращений вміст поживних речовин.
Біофортифікація передбачає створення сільськогосподарських культур із покращеним вмістом поживних речовин для усунення конкретних харчових дефіцитів у різних регіонах.

### М'ясні та молочні альтернативи

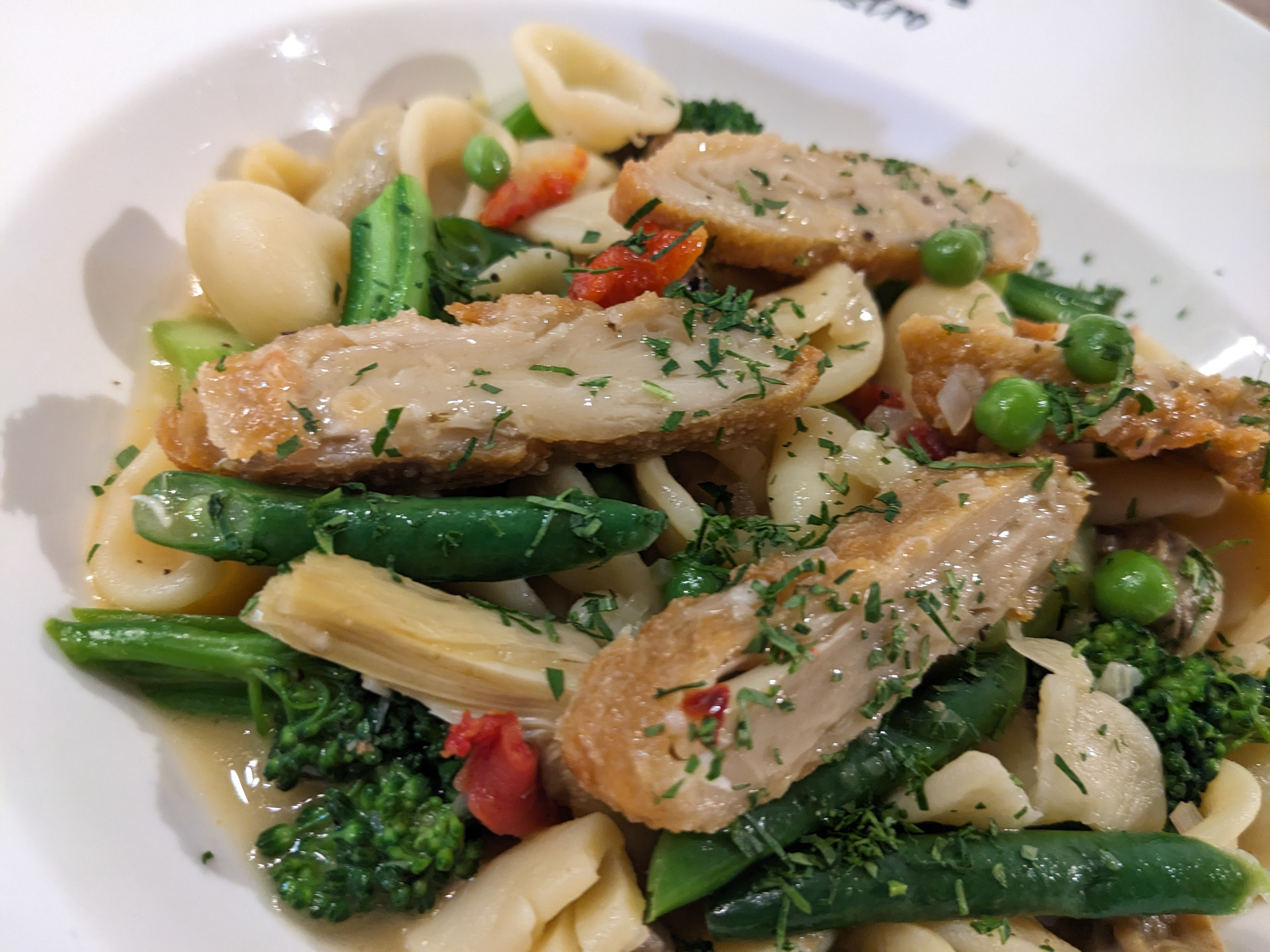
Культивоване м'ясо

М'ясні та молочні альтернативи, виготовлені з рослинних, грибних чи мікробних білків, або з використанням 3D-друку зі стовбурових клітин. (див. Культивоване м'ясо). Очікується, що ця тенденція продовжуватиме зростати, оскільки споживачі стануть більш свідомими щодо здоров'я та навколишнього середовища. На 2023 рік є десятки компаній, які пропонують аналоги м'яса, риби, молока, яєць, колагену та меду, як з рослинних інгредієнтів, так і виготовлених методами тканинної інженерії, натурального походження.

### Сільськогосподарське субсидування
Окрім цих технологічних тенденцій, зростає визнання важливості соціальних та економічних факторів у формуванні майбутнього сільського господарства. Зокрема, наукова стаття 2022 року, опублікована в Nature Communications, проаналізувала варіанти реформування сільськогосподарських субсидій відповідно до цілей охорони здоров'я та зміни клімату з одного боку, та економічних цілей, з іншого. Дослідники виявили, що в глобальному масштабі декілька варіантів реформ можуть призвести до скорочення викидів парникових газів і покращення здоров'я населення без зниження економічного добробуту. Такі реформи включають перепрофілювання сільськогосподарських субсидій для підтримки виробництва продуктів харчування з корисними для здоров'я та навколишнього середовища характеристиками, включаючи фрукти, овочі та іншу садівничу продукцію, і поєднання такого перепрофілювання з більш рівномірним розподілом виплат субсидій у всьому світі. Отримані результати свідчать про те, що реформування схем сільськогосподарського субсидування, засноване також на цілях охорони здоров'я та зміни клімату, може бути економічно доцільним і сприяти переходу до здорових і стійких продовольчих систем.

### Книги
- Осадчий О.С. Основи сільського господарства. — Центр навчальної літератури, 2021. ISBN: 978-617-673-048-4
- Шкуратов О.І., Чудовиська В.А., Вдовиченко А.В. Органічне сільське господарство: еколого-економічні імперативи розвитку: Монографія. — К.: ТОВ «ДІА», 2015. – 248 с.
- Менеджмент фермерських господарств / В.Горовий, С.Тимчук, 2019. ISBN 978-617-673-254-9.
- Основи рослинництва і тваринництва / Г.Бирта, Ю.Бургу, 2019. ISBN 978-617-673-249-5.
- Адаптивні системи землеробства / В.Гудзь, 2019. ISBN 978-617-673-274-7.
- Аграрна економічна політика / П.Юхименко, О.Шуст, 2023. ISBN 978-611-01-2895-7.
- Аграрна політика Європейського Союзу. Виклики та перспективи / Т.Зінчук, 2019. ISBN 978-611-01-1467-7.
- Природно-сільськогосподарське районування України / А.Мартін, О.Чумаченко, С.Осипчук, 2018. ISBN 978-611-01-0607-8.
- Становлення аграрної сфери в умовах інституціонального забезпечення розвитку ринку інновацій / М.Однорог, 2020. ISBN 978-611-01-1944-3.
- Охорона праці у сільському господарстві. Навчальний посібник / О.Войналович, Т.Білько, Є.Марчиниша. 2019. ISBN 978-611-01-1101-0.
- Еколого-економічні проблеми деградації сільськогосподарських земель в Україні / А.Мартін, О.Чумаченко, 2018. ISBN 978-611-01-0608-5.
- Селекційно-технологічні аспекти науково-обгрунтованого підбору окремих видів і сортів малопоширених плодових і ягідних культур для перспективних напрямів плодівництва та цільове використання їх плодів у контексті здорового харчування / В.Москалець, 2022. ISBN 978-611-01-2409-6.
- Бухгалтерський облік у виробничих та агросервісних кооперативах. Підручник / В.Плаксієнко, 2022. ISBN 978-617-7594-18-4.
- Практикум з теорії статистики і сільськогосподарської статистики / А.Мармоза, 2019. ISBN 978-617-673-846-6.
- Методи неруйнівної оцінки якості та безпеки сільськогосподарських і харчових продуктів / Ю.Посудін, 2005.
- Аграрне право України. Підручник. / Гайворонський В. М., Жушман В. М. — Х.: Право, 2003.
- Серії книг: Advances in Agronomy (Elsevier), Sustainable Agriculture Reviews (Springer), Innovations in Agricultural & Biological Engineering та GIS Applications in Agriculture (Routledge).

### Журнали
- Agriculture, Ecosystems and Environment
- Agronomy for Sustainable Development
- Agricultural Systems
- Journal of the Science of Food and Agriculture
- European Journal of Agronomy
- Agricultural Economics
- Agriculture and Human Values
- Agroecology and Sustainable Food Systems
- Nutrient Cycling in Agroecosystems
- Biology and Fertility of Soils
- Computers and Electronics in Agriculture
- Precision Agriculture
- Journal of Integrative Agriculture
- Applied Engineering in Agriculture
- Experimental Agriculture
- Information Processing in Agriculture
- Artificial Intelligence in Agriculture
- Smart Agricultural Technology
- Вісник аграрної науки
- Agricultural and Resource Economics
- Аграрні інновації
- Агросвіт
- Сільськогосподарська мікробіологія

### Регулятори
- Міністерство аграрної політики та продовольства України.
- (англ.) (фр.) (рос.) Food and Agriculture Organization of the United Nations — Продовольча та сільськогосподарська організація ООН.
- (англ.) (фр.) (нім.) Directorate-General for Agriculture and Rural Development — Генеральний директорат аграрної політики Європейського Союзу.
- (англ.) United States Department of Agriculture — Міністерство сільського господарства США.

### Довідкові матеріали
- Агробізнес // ВУЕ
- Електронна енциклопедія сільського господарства і довідкова література.
- (англ.) Core Historical Literature of Agriculture (CHLA) — електронна колекція історичної літератури з агрокультури бібліотеки Корнельського університету.
- (англ.) Статистика виробництва с/г продукції в світі за даними ФАО.
- (англ.) Global Land Use Database / Center for Sustainability and the Global Environment (SAGE) — геодані глобального охоплення від Університету Вісконсин-Медісона (англ. University of Wisconsin-Madison), отримані в результаті комбінування даних дистанційного зондування Землі про потенційну природну рослинність, орні та пасовищні угіддя, основні типи сільськогосподарських культур, придатність земель для культивації з даними про народонаселення.

### Науково-навчальні аграрні заклади
- Національний університет біоресурсів і природокористування України.
- Національний лісотехнічний університет України.
- Список закладів вищої освіти за напрямом Агрономія